# Breslauer Dom

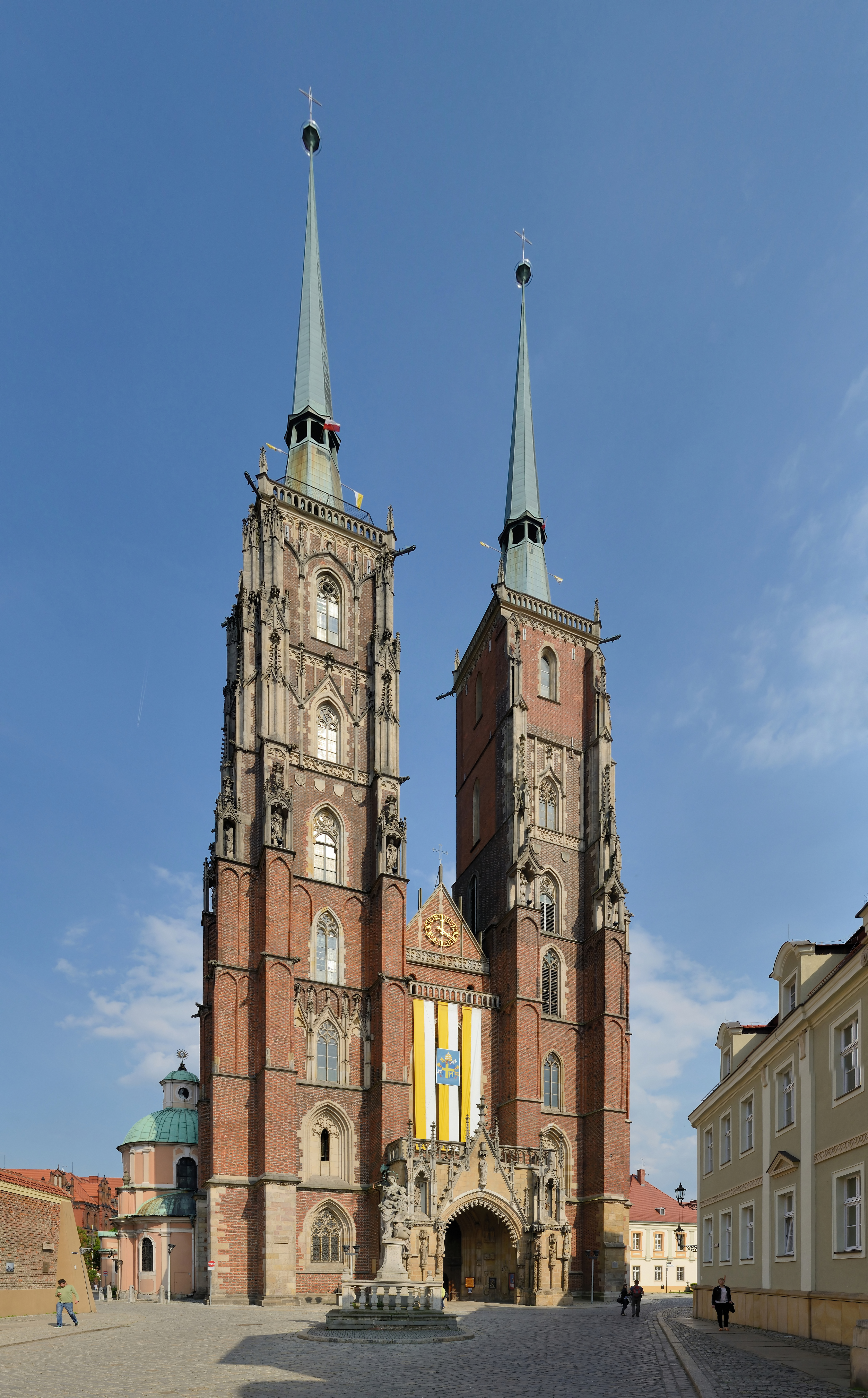
Blick von der Katedralna Straße auf den Dom

Der Breslauer Dom, voller Name Dom St. Johannes der Täufer zu Breslau (polnisch Archikatedra św. Jana Chrzciciela we Wrocławiu) des Erzbistums Breslau, wurde in den Jahren von 1244 bis 1341 im Stil der Gotik errichtet. Er ist eines der Wahrzeichen von Breslau. Seine zwei Türme sind mit knapp 98 Metern die höchsten Kirchtürme der Stadt und prägen wie in Brünn, Prag und Wien das Straßenbild.

## Geschichte

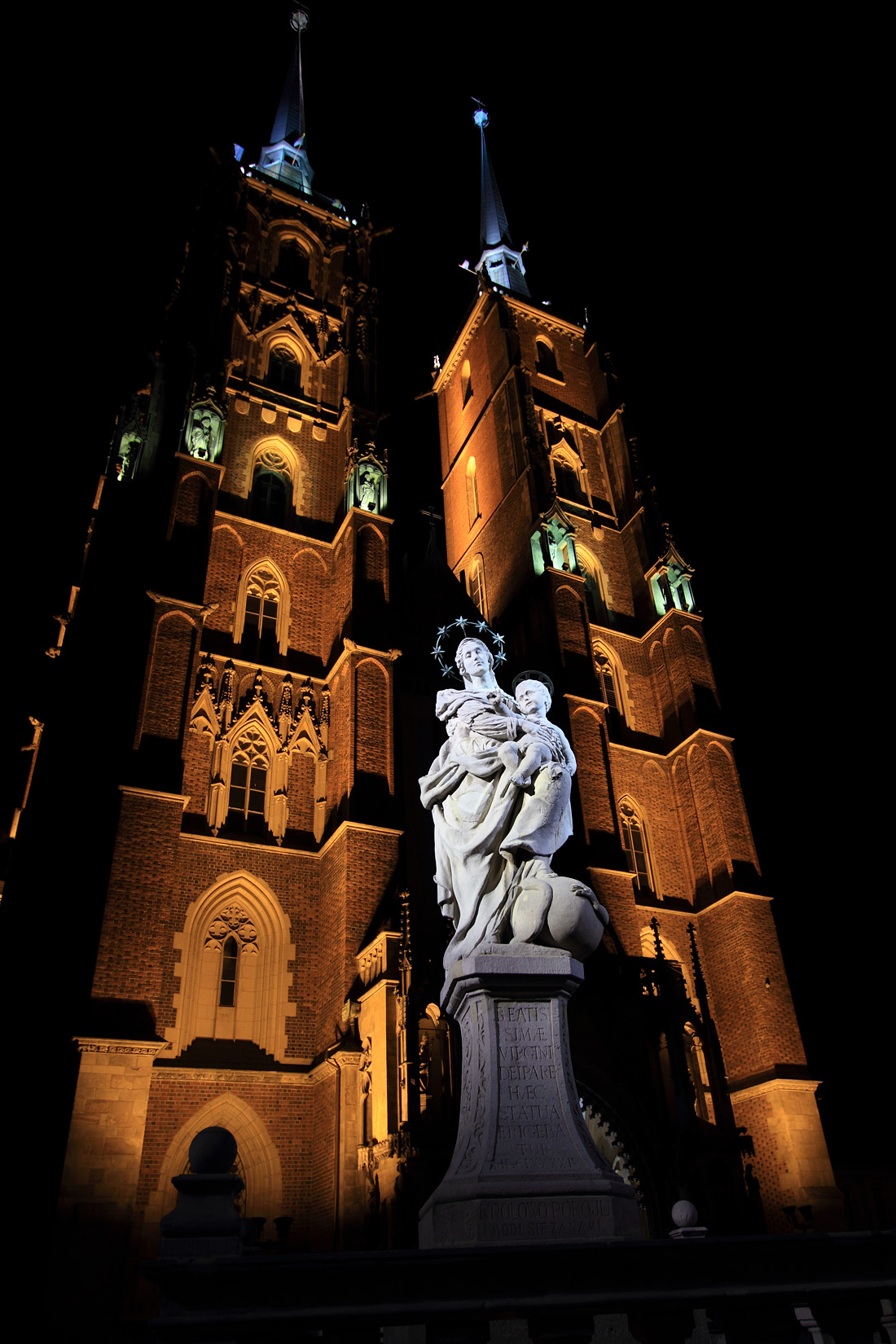
Breslauer Dom bei Nacht mit der Madonnastatue

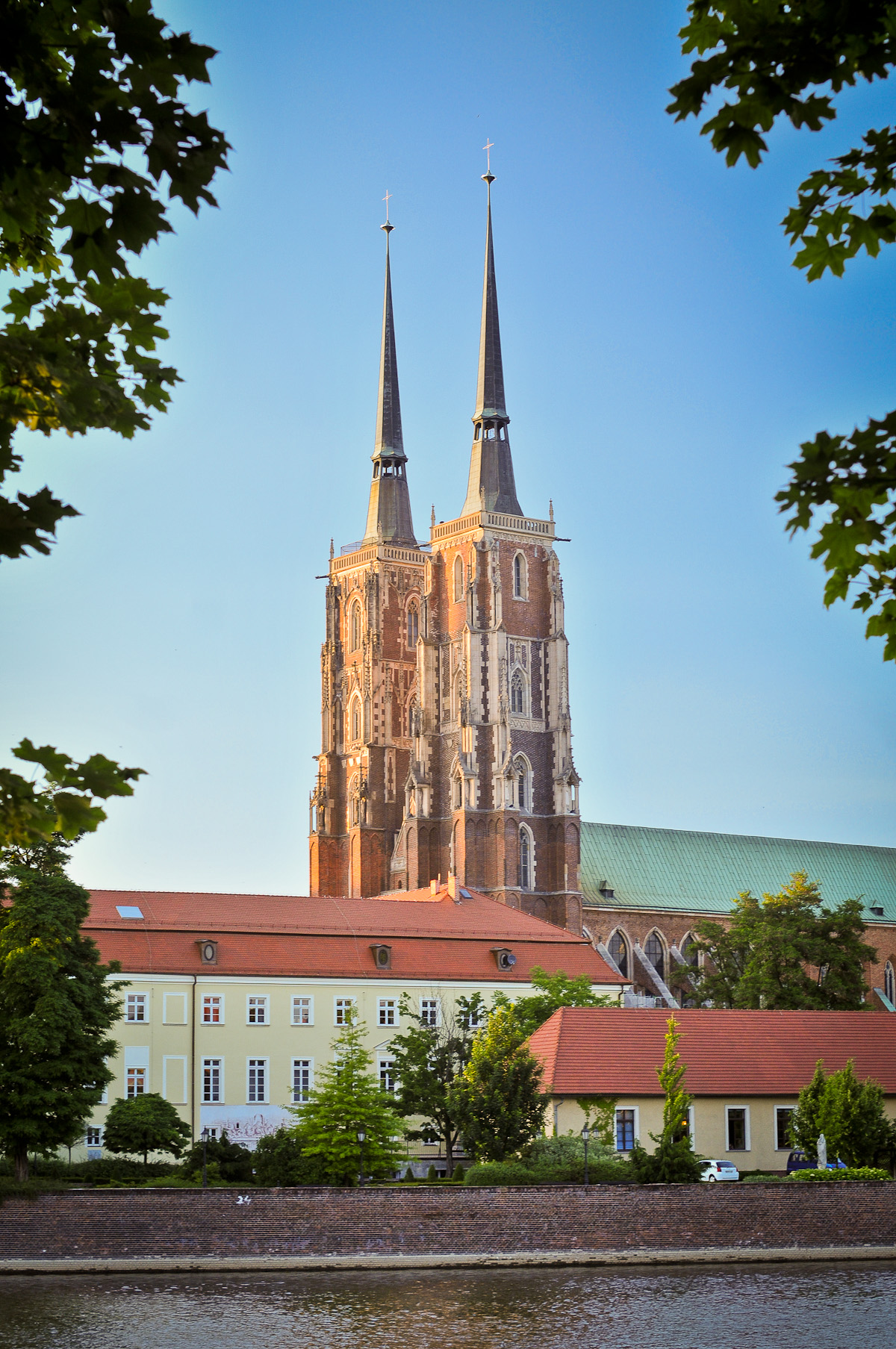
Blick auf die Dominsel

Unter der Kathedrale befinden sich Mauerreste der Vorgängerkirchen. Es wird vermutet, dass sich vor der Errichtung der ersten christlichen Kirche am Standort des Doms eine heidnische Kultstelle in der Form eines Brunnens befand.

### Böhmische Kirche
Frühere Forscher der Kirche nahmen nach spätmittelalterlichen Erwähnungen als sicher an, dass die erste Domkirche in Breslau im Jahr 1000 aus Holz gebaut wurde. Die Ausgrabungen vor Ort, die nach dem Zweiten Weltkrieg durch Marcin Bukowski durchgeführt wurden, haben allerdings erwiesen, dass man bereits bei dem Bau des ersten Doms Natursteinmauerkonstruktion verwendet hat. Des Weiteren wurde bei den neuesten Ausgrabungen (1996–1997, Edmund Małachowicz et al.) eine noch ältere Kirche entdeckt, die in der polnischen Literatur als Böhmische Kirche (oder Tschechische Kirche) bezeichnet wird. Diese gemauerte Kirche ist bereits in der Mitte des 10. Jahrhunderts entstanden, als sich Schlesien noch unter der Herrschaft der böhmischen Přemysliden befand. Die Überbleibsel der Kirchenfundamente wurden an der Stelle gefunden, wo heute die Apsis und das breitere östlichste Joch des Hauptschiffes aneinander treffen.
Diese älteste Breslauer Kirche bestand gemäß der Rekonstruktion von Małachowicz aus einem Schiff mit einem kräftigen Querschiff und einer Apsis im östlichen Teil, so dass der Grundriss vermutlich ein Lateinisches Kreuz darstellte. Die Mauern wurden aus Feldstein mithilfe von Kalkmörtel errichtet. Die Gesamtlänge der Kirche betrug max. 25 m. Die Kirche weist einige Analogien mit der böhmischen Architektur ihrer Zeit auf.

### 1. Dom des Tapferen
Nach dem Jahr 1000, als das Bistum Breslau gegründet wurde, wurde die Böhmische Kirche durch eine deutlich größere Kathedrale ersetzt. Es handelte sich um eine dreischiffige vorromanische Basilika. Im östlichen Teil befanden sich zwei Türme und eine Krypta mit Gewölbe auf vier Pfeilern. Als Stifter dieser ersten Domkirche gilt der polnische Herzog Bolesław der Tapfere, der für die Gründung des Bistums sorgte. Die Domkirche war 33,5 m lang. Die ausgegrabenen Details (z. B. eine Basis einer Blendsäule) bezeugen die Präsenz einer architektonischen Gliederung. Der in der Nähe des heutigen Doms ausgegrabene Holzbalken mit großem Querschnitt, in dem man einen Bestandteil des Dachstuhls vermutet, wurde auf das Jahr 1004 datiert. Der erste Dom wurde während des tschechischen Einfalls von 1038–1039 unter Břetislav I. bzw. des sogenannten Heidenrückfalls abgebrannt und vermutlich anschließend durch die Bevölkerung abgebaut.

### 2. Dom des Erneuerers
In den 50er und 60er Jahren des 11. Jahrhunderts wurde als Stiftung des polnischen Herzogs Kasimir I., genannt Erneuerer, eine neue Domkirche auf dem alten Ort errichtet. Die Richtung der früher nach Nordosten gerichteten Hauptachse wurde beim Neubau korrigiert. Die neue Orientierung wurde durch Nachfolgebauten bzw. bis zum heutigen Tag beibehalten. Der 2. Dom war eine frühromanische dreischiffige Basilika aus Bruchstein mit einem kurzen Querschiff, einschiffigem Chor sowie einer Apsis. Unter den letztgenannten befand sich eine dreischiffige, gewölbte Krypta. Wahrscheinlich gab es keine Türme und die Schiffe waren mit einer hölzernen Decke gedeckt. Nur wenige Details aus dem 2. Dom sind bis heute erhalten, da mehrere Teile beim Bau des 3. Dom wiederverwendet wurden.

### 3. Dom des Bischofs Walter
Der 2. Dom war eine relativ schlichte Kirche. Eine prächtigere Domkirche in Stil der Romanik wurde ab 1158 durch den Bischof Walter von Malonne errichtet. Teile der Außenmauer des Vorgängerbaus wurden in die neue Konstruktion einbezogen, jedoch von außen verstärkt. Eine Erwähnung von Walter als Erbauer des ersten gemauerten Dom in einer mittelalterlichen Chronik war indem übertrieben und der Grund für spätere Missinterpretationen in der Geschichtsschreibung des Doms.
Die dreischiffige Basilika mit Querschiff und zwei Westtürmen wurde erst 1180 fertig gestellt und durch den Nachfolger Walters, Bischof Siroslaus II., eingeweiht. Der Grundriss und die räumliche Form des Walterdoms ist nicht nur aus den Ausgrabungen bekannt. Die Kirche wurde auch auf dem erhaltenen Siegel von Siroslaus II. dargestellt, das als älteste Abbildung des Breslauer Doms gilt. Die Forscher sehen Ähnlichkeiten mit der damaligen Kathedrale von Płock, die unter Alexander von Malonne, dem Bruder Walters, errichtet wurde. Die Länge des 3. Breslauer Doms betrug 48,5 m und die Breite 24,5 m. Die neuen Fassaden aus weißem Kalkstein waren reichlich und kontrastvoll mit buntem Sandstein verziert. Mehrere Details aus diesem Kirchenbau sind erhalten und wurden derzeit im Museum der Erzdiözese aufbewahrt. Unter dem heutigen Chor sind Reste der Krypta erhalten.
Der 3. Dom, ähnlich wie die sonstige Bebauung der Dominsel, überstand im Jahr 1241 den Mongolenangriff vermutlich ohne größere Zerstörungen.

### 4. Dom

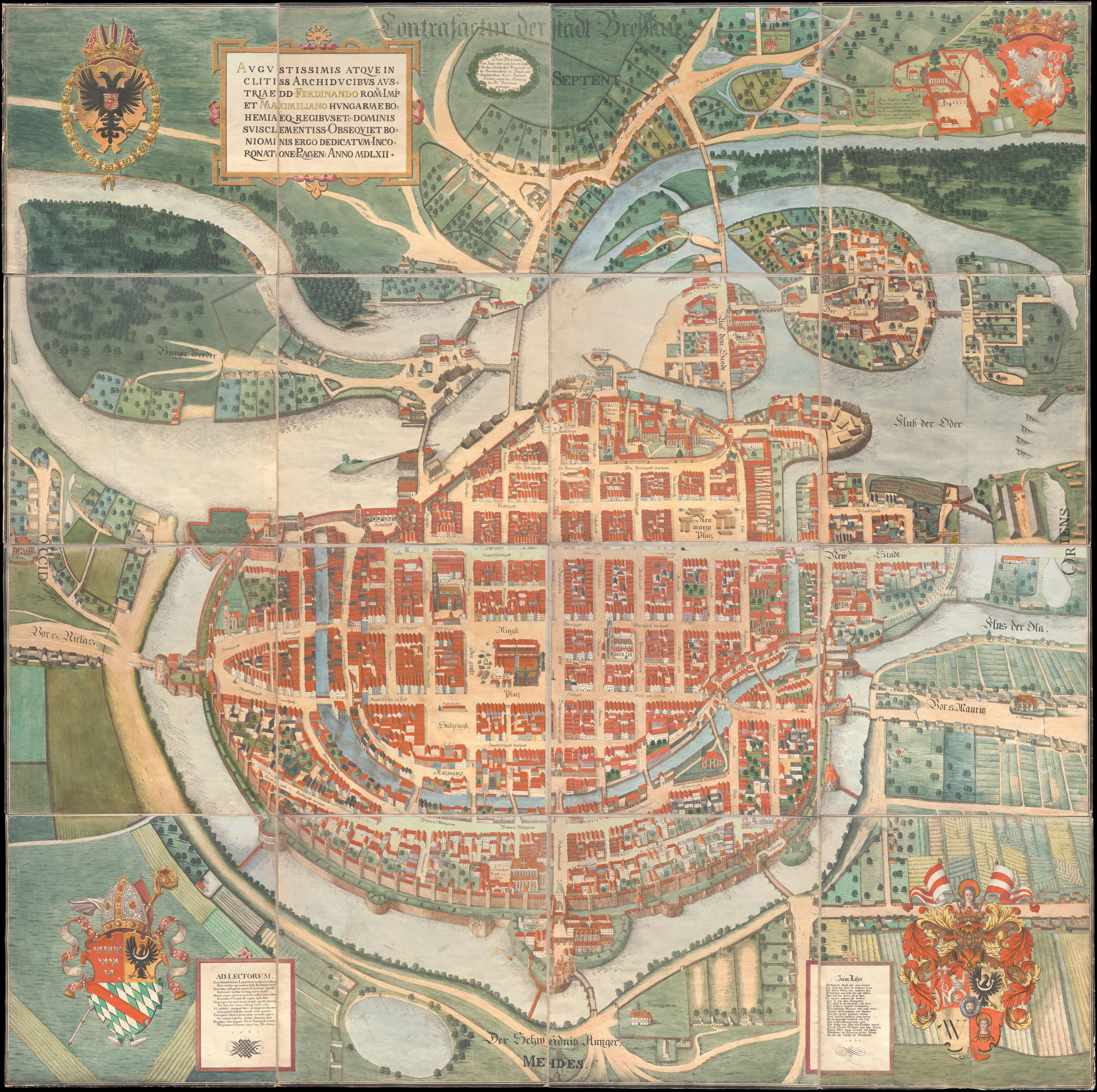
Stadtplan von Breslau aus dem Jahr 1562 – oben rechts ist die bebaute Dominsel an der Oder zu erkennen

#### Gotischer Grundbau
In den nachfolgenden Jahrzehnten wurde in mehreren Etappen die gotische Erweiterung bzw. der Neubau vollzogen. Als dessen Ergebnis ist der Grundbau der bis in die Gegenwart existierenden 4. Domkirche bzw. der 5. Kirche an dieser Stelle entstanden.
In den Jahren 1244–1272 ersetzte man den für das Domkapitel zu klein gewordenen Chorbau des Walterdoms durch einen wesentlich längeren und höheren Chor mit Ambulatorium. Der neue Chor mit einem orthogonalen Abschluss zur Ostseite entstand unter dem Bischof Thomas I. im Stil der Kathedralgotik, vermutlich durch eine Zisterzienserbauhütte. Über den Ecken des Ambulatoriums wurden zwei (Ost-)Türme erbaut, die jedoch unvollendet blieben. Im Wettbewerb der Dombaumeister stießen die damaligen handwerklichen Techniken oft an ihre Grenzen. Die zur Wallanlage der Dominsel gerichtete neue Ostfassade erhielt ein großes farbiges Glasfenster und in den Giebel wurde ein relativ großes funktionsloses dekoratives Fenster eingebaut, das zum Dachstuhlraum führte. Die Ostfassade wurde zur repräsentativen Schaufassade des Baus, der nunmehr aus den Schiffen des Walterdoms und dem neuen Hochchor bestand. Der neue Chorraum wurde mit sechsgeteilten Spitzbogengewölben gewölbt. Der Bau des neuen Chors wurde mit der Einweihung des Hauptaltars am 24. März 1272 abgeschlossen. Die nächsten ca. 25 Jahre existierte eine romanisch-gotische Domkirche, bestehend aus dem neuen Chor mit den Stumpfen der Osttürme sowie dem Langhaus, Querschiff und Westtürmen des romanischen Walterdoms.

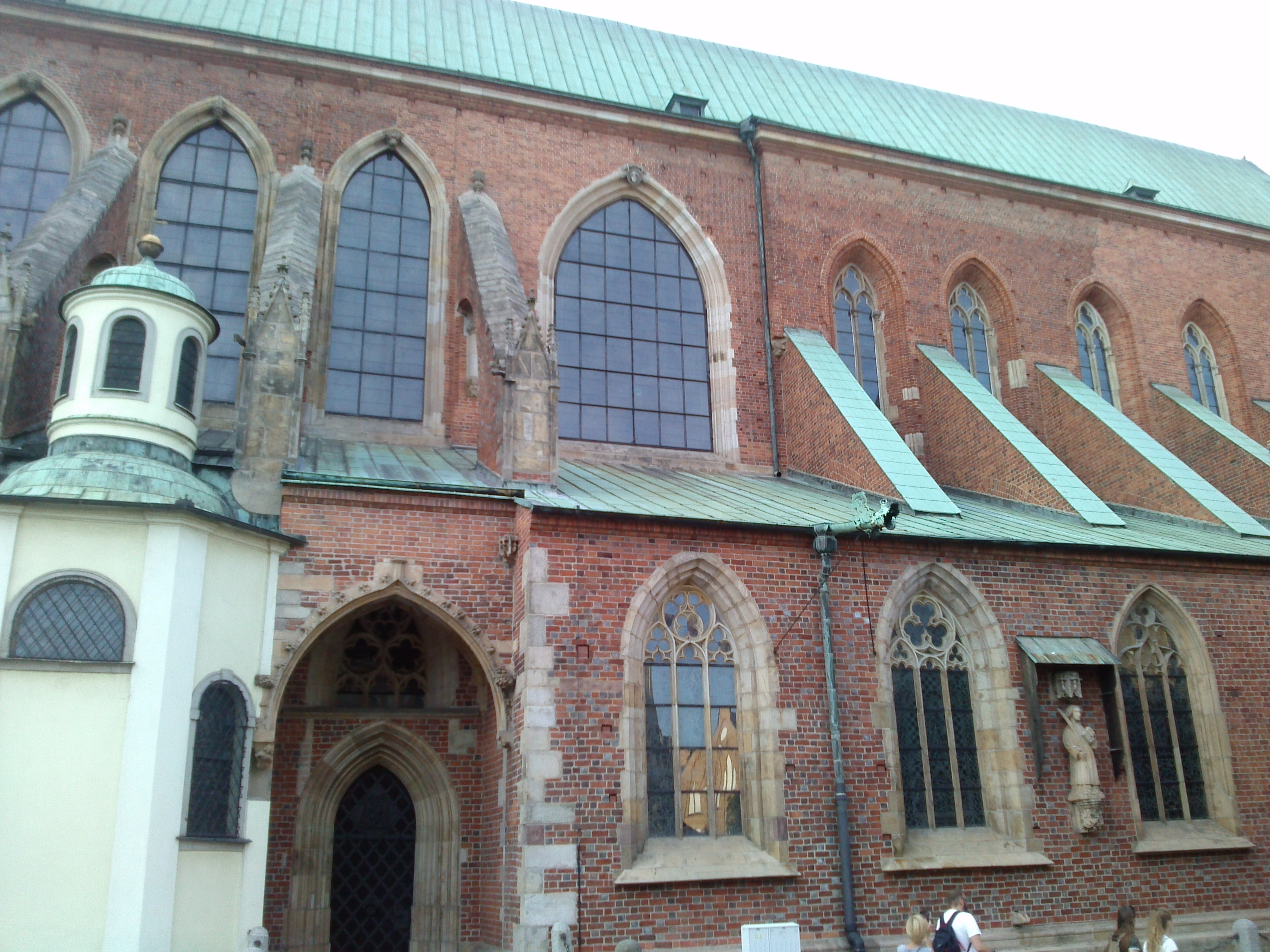
Südansicht, mittlerer Bereich mit dem südlichen Portal. Versprung der Fassade im Obergaden zwischen dem Mittelschiff (links) und Hochchor (rechts) sichtbar.

Grab des Bischofs Preczlaw von Pogarell im Breslauer Dom

Als Ersatz für den verbleibenden Teil des Walterdoms ließen seit ca. 1300 die Breslauer Bischöfe Johann Romka, Heinrich von Würben und Nanker ein neues Langhaus mit zwei Westtürmen errichten. Der Bau begann mit dem westlichen Teil der Schiffe und den Westtürmen, von den letzteren wurden bis zur 1319–1326 andauernden Bauunterbrechung die beiden unteren Turmgeschosse erbaut. Das im Jahre 1341 vollendete Langhaus und die ungefähr zur gleichen Zeit entstandene neue Sakristei im Südosten des Chorbaus sind im Stil der Reduktionsgotik gehalten. Die neuen Schiffe wurden von der westlichen Seite aus um die Gemäuer des Walterdoms gebaut, sodass dieser vermutlich erst dann abschnittsweise abgerissen wurde, als die Arbeiten am Neubau fortgeschritten waren. Infolge eines Vermessungsfehlers ist die Achse des Hauptschiffes um ca. 15 cm nach Norden verschoben, so dass die neuen Seitenwände nicht auf die bestehenden Chorwände trafen und bis in die Gegenwart ein Mauervorsprung im Obergaden der Südfassade sichtbar bleibt. Außerdem soll das doppelbreite östlichste Joch des Hauptschiffes erwähnt werden, das an Stelle des früheren romanischen Querschiffs vermutlich zuletzt errichtet wurde. Einige Forscher vermuten sogar, dass zunächst ein gotisches Querschiff geplant war.
Mit der Einweihung des Langhauses wurde der gotische Bau in den Grundzügen vollendet, wenngleich die vier Türme (zwei Osttürme über den Ecken des Ambulatoriums und zwei Westtürme in der Westfassade) nicht wesentlich über die Gesimshöhe hervorragten. Von den Westtürmen wurden bis dahin nur die jeweils vier untersten Geschosse erbaut. In der nächsten Bauetappe wurde allerdings zunächst vom Baumeister Peschel zwischen 1354 und 1368 östlich des Hochchors der so genannte Kleinchor, eine Marienkapelle, hinzugefügt. Die Kapelle wurde vom Bischof Preczlaw von Pogarell als dessen Grablege gestiftet.
Nächste Erweiterungen wurden im Laufe des 15. Jahrhunderts getätigt. Dazu gehörten die seitlichen Kapellen und die Obergeschosse (fünftes bis siebtes Geschoss) des Nordwestturmes samt bleigedeckten hölzernen Turmspitze, die am 20. Oktober 1416 fertiggestellt wurde. Der Südwestturm blieb zu dieser Zeit und noch bis 1580 lediglich viergeschossig. In den Jahren 1465–1468 haben die Baumeister Hans Berthold und Peter Franczke das Portalhaus vor der Westfassade errichtet, wobei sie entsprechend dem Vertrag zum Teil romanische Säulenschäfte einsetzen. 1517 stiftete der Bischof Johannes V. das neue Portal der Sakristei (am Übergang zum südlichen Ambulatorium), das als erstes Beispiel der Renaissance in Schlesien gilt.

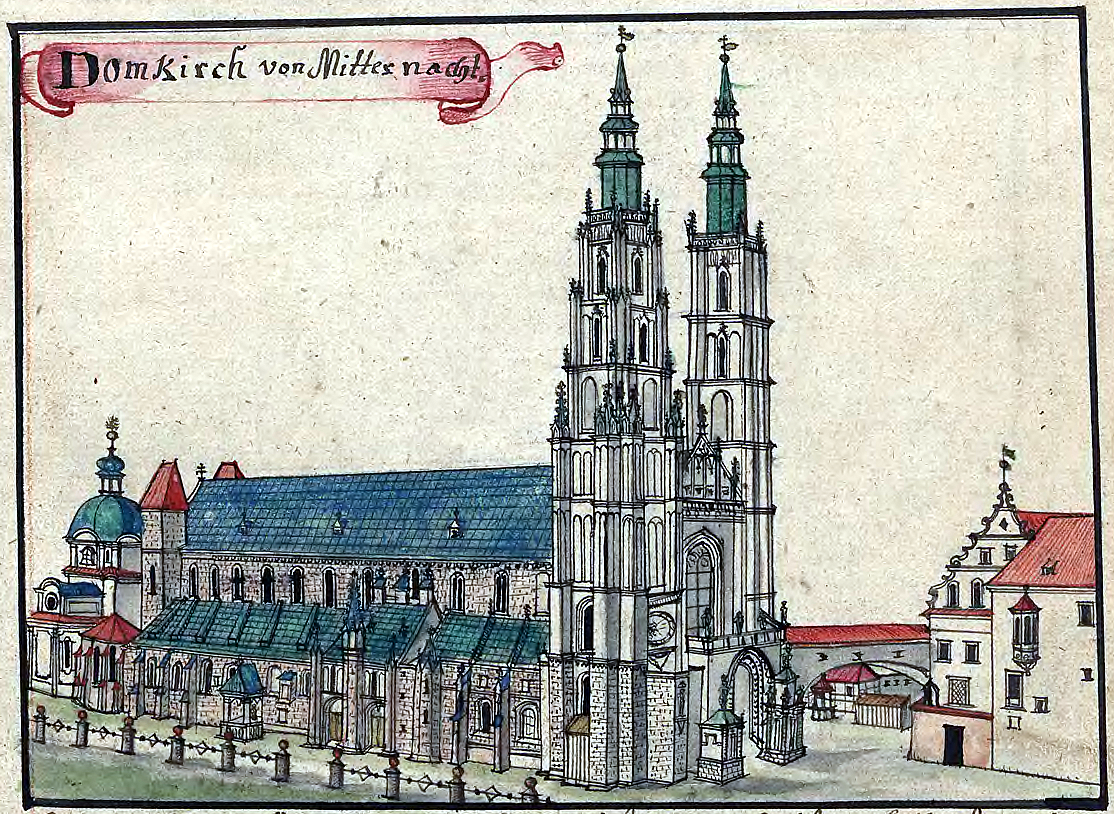
Breslauer Dom auf einer Darstellung aus der Mitte des 18. Jahrhunderts

#### Umbauten der Renaissance und des Barocks

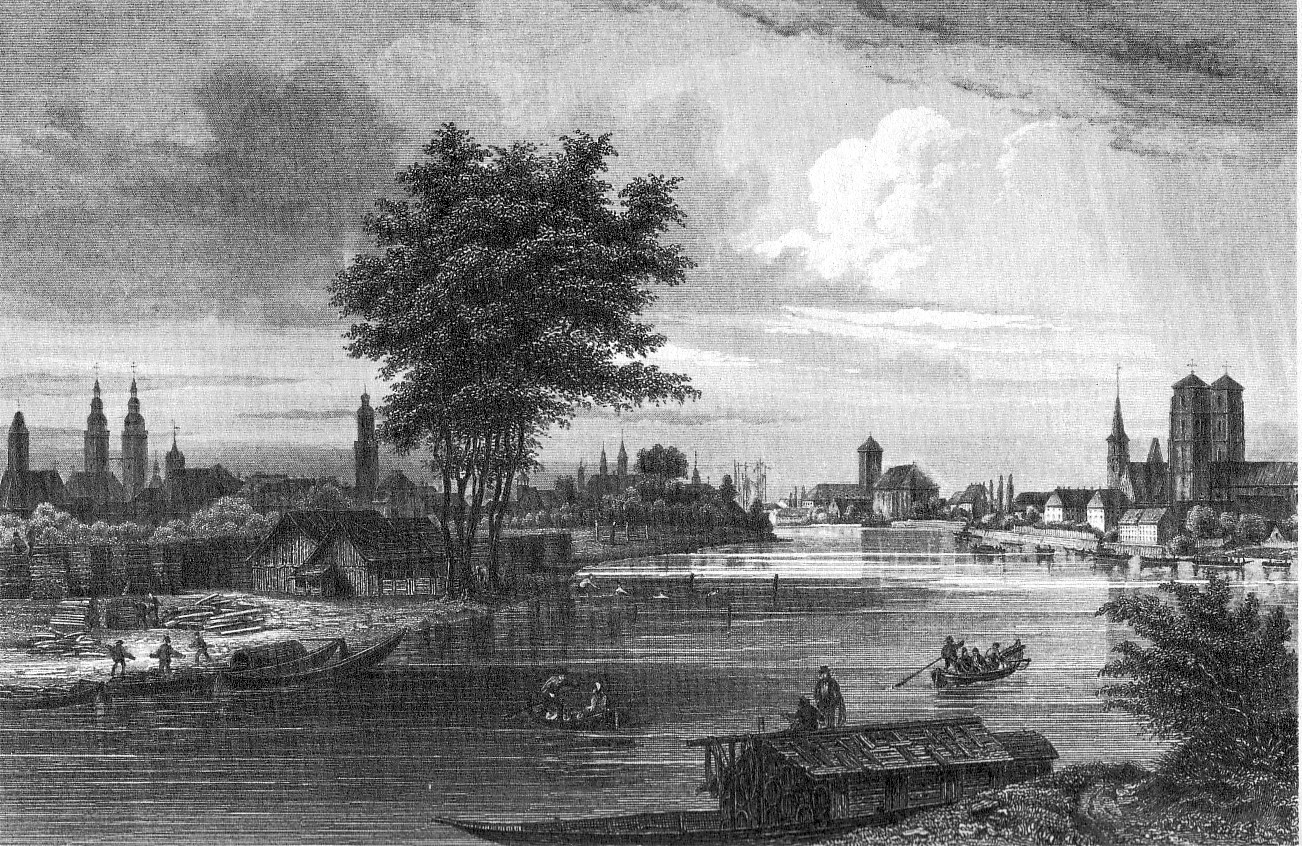
Blick auf Breslau im Jahr 1850, rechts der Dom

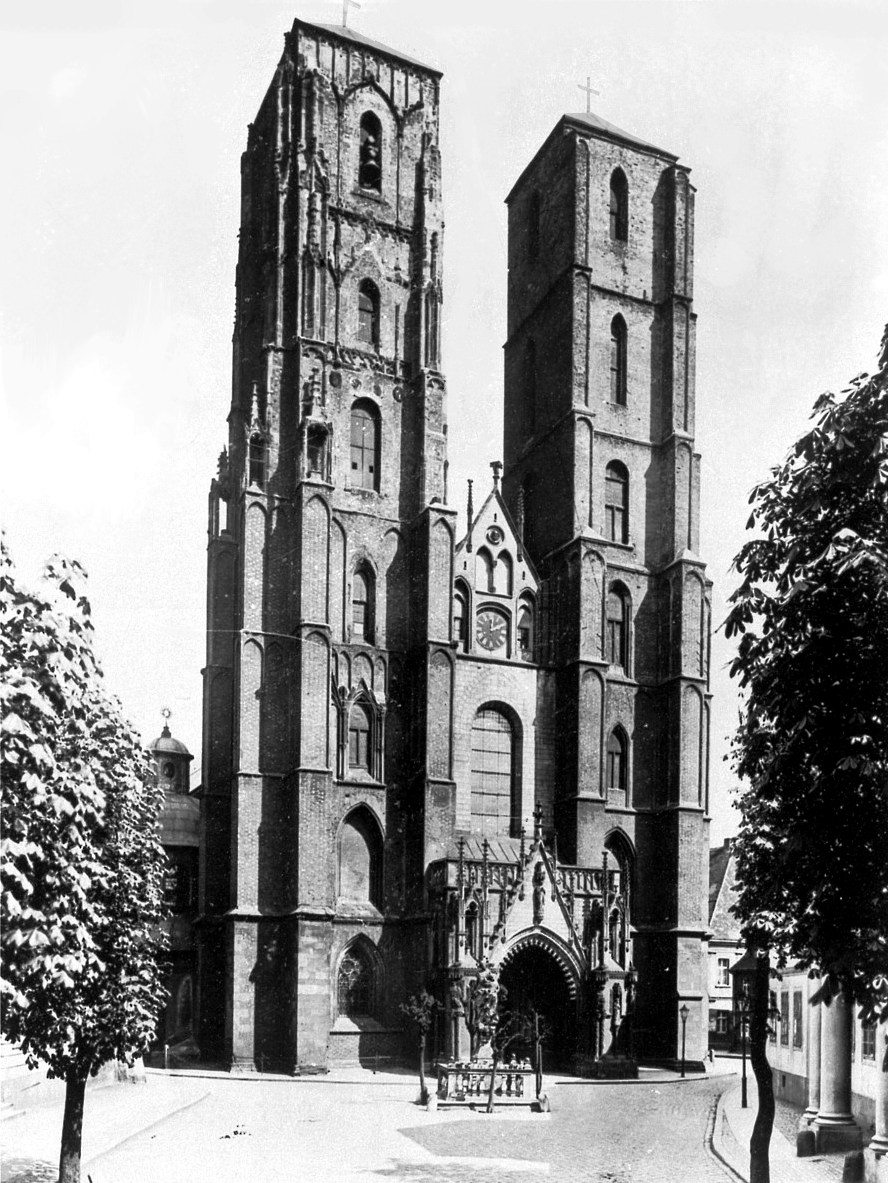
Dom um 1900

Am 19. Juni 1540 zerstörte ein Großbrand das Dach, die Turmspitze des Nordwestturms und die Kirchenglocken. Der Wiederaufbau des Helms auf dem Nordwestturm geschah im Renaissancestil (Fertigstellung am 9. Juni 1556) Zwischen 1568 und 1580 wurde der bisher nur viergeschossige Südwestturm zunächst auf die gleiche Höhe wie der Nordwestturm (d. h. siebengeschossig) aufgestockt, dabei wurde die gotische Grundform des Nordwestturms wiederholt, allerdings in vereinfachter Ausführung, mit Rundbogenfenstern und ohne Ornamente. Der neu errichtete Turmhelm (Fertigstellung am 29. Juli 1580) glich dem Renaissance-Helm des Nordwestturms. Als weitere größere Änderung gilt die Abtragung der stark durch den Brand in Mitleidenschaft gezogenen Dachrinnernbalustrade sowie die Aufstockung der Chormauer um ca. 1 m, so dass seine Gesimshöhe an das Langhaus angeglichen wurde. Der Chorraum selbst wurde verputzt und mit Stuck gegliedert. Bischof Andreas von Jerin stiftete 1590 einen silbernen Hochaltar im Renaissancestil. Zu dieser Zeit, vielleicht schon 1540, trug man den Lettner ab.
1633 wurden während der Belagerung Breslaus durch Schweden, Sachsen und Brandenburger der Helm des Südwestturms, die südliche Fassade und das Dach der Sakristei beschädigt. Diese Zerstörungen konnten anschließend beseitigt werden und der Turm erhielt wieder seinen Helm. Der Bau der barocken Sakramentskapelle erfolgte 1672, der Elisabethkapelle zwischen 1680 und 1700. Dazu kamen u. a. 1716–1724 die Fronleichnamskapelle (Kurfürstenkapelle) und 1749 die Totenkapelle.

#### Sanierungen und Restaurierungen des Klassizismus und Historismus

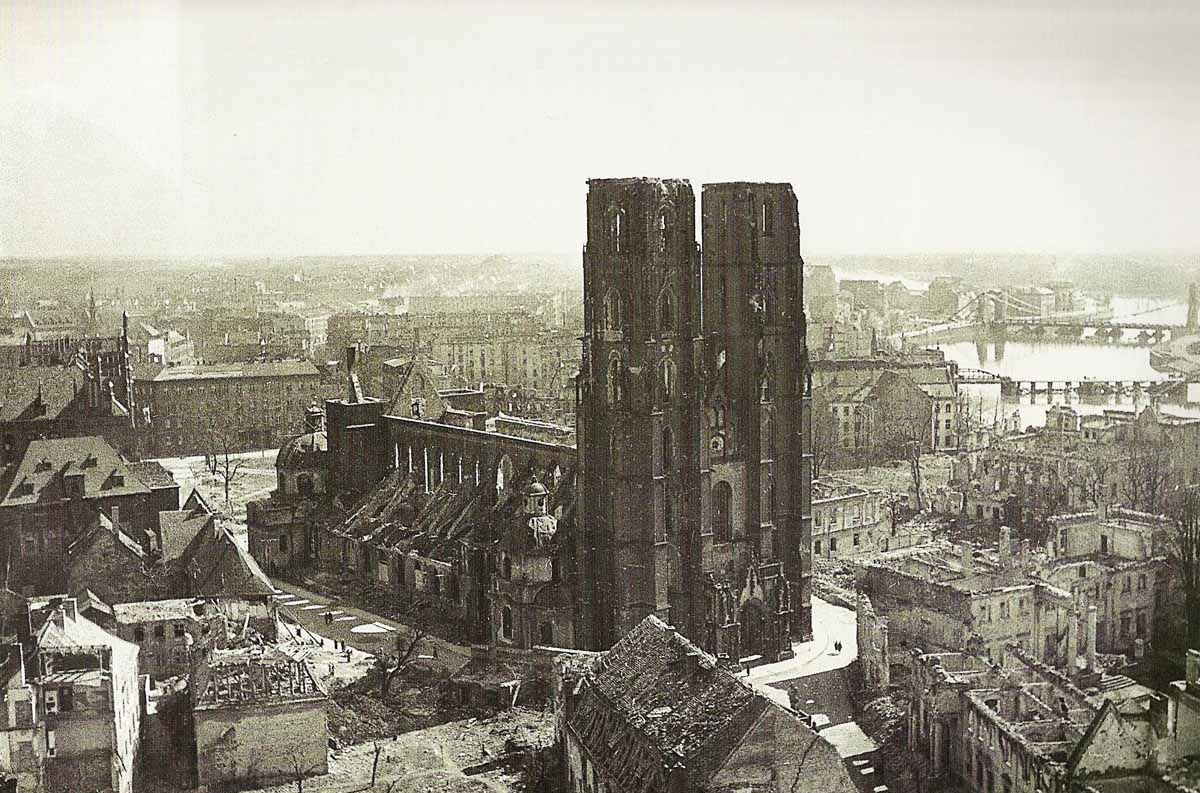
Blick auf die zerstörte Dominsel und den Dom 1945

Der nächste Großbrand, der am 9. Juni 1759 auf der Dominsel wütete, zerstörte den Dom erheblich. Die Westtürme mit Helmdächern und Glocken, die gotische Westfassade, das Dach des Langhauses, die Sakristei, der Kleinchor und die Orgel fielen dem Brand zum Opfer. Die Beseitigung der Schäden zog sich über die nachfolgenden 150 Jahre. Zunächst wurden die Westtürme mit niedrigen Zeltdächern gedeckt. Der eingestürzte Westgiebel wurde in einer einfacheren an Klassizismus angelehnten Form wiederaufgebaut. Diese Arbeiten wurden vom bischöflichen Architekten Berger aus Neiße geleitet.
Im Jahre 1842 umgestaltete man unter der Leitung von Friedrich Wilhelm Erdmann den Innenraum, indem man die Wände weiß strich und die bis dahin existierenden barocken Choremporen kürzte, um den Einblick in den Chorraum zu verbessern. Die größte neugotische Restaurierung des 19. Jahrhunderts wurde 1873–1875 von Carl Johann Lüdecke geleitet. Der Innenraum des Hochchors wurde regotisiert (u. a. die barocken Emporen durch neugotische ersetzt und neue Konsolen der Dienstbunde geschaffen), ebenfalls das Portalhaus und der Giebel der Westfassade, wobei man die letzte Arbeit schon nach kurzer Zeit als ungelungen empfand. Der bis dahin existierende silberne Hochaltar von Jerins wurde durch eine neugotische Konstruktion ersetzt, einige alte silberne Teile hat man wiederverwendet. Der komplette Innenraum wurde mit einer Polychromie versehen.
Weitere Sanierungs- und Wiederherstellungsarbeiten wurden am Anfang des 20. Jahrhunderts von Hugo Hartung durchgeführt. Unter anderem wurden die 1759 zerstörten Natursteinverzierungen der oberen Partie des Nordwestturmes rekonstruiert und der bislang detaillose Südwestturm erhielt der Symmetrie zuliebe eine gleiche Verzierung. In den Jahren 1912 und 1926 wurden die Helmdächer in neugotischer Form errichtet, wobei der spätere auf dem Südwestturm durch Joseph Ebers und stark vereinfacht gestaltet wurde. Zu der geplanten Fertigstellung der Osttürme und erneutem Umbau der Westfassade kam es nicht.
1907 erhielt die Kirche durch Papst Pius X. den Rang einer Basilica minor verliehen. 1930 wurde das Bistum Breslau zum Erzbistum, so wurde auch der Dom zur Erzbischofskirche. Die folgende Renovierung des Innenraumes durch Günther Grundmann umfasste u. a. die Entfernung der Wandfresken aus dem 19. Jahrhundert und des neugotischen Gesimses und Emporen im Chorraum, ferner die vereinfachte Wiederherstellung des früheren Aussehens des Hochaltars und die Öffnung der seit ca. 1580 vermauerten Arkaden zwischen dem Hochchor und dem Umgang (jedoch nur im oberen Teil oberhalb des Gestühls).

#### Zerstörung und Wiederaufbau
In den letzten Tagen des Zweiten Weltkrieges wurde der Dom durch die einrückende Rote Armee schwer beschädigt. Besonders gravierend war der Bombenangriff am 2. April 1945. Den Einschätzungen zufolge wurden 70 % der Bausubstanz zerstört, unter anderem die Helm- und Hauptdächer sowie die Gewölbe des Hauptschiffes und des Hochchors. Ein Teil der Südwand stürzte ab. Von der Inneneinrichtung wurden das Chorgestühl, die Orgel, mehrere Gemälde sowie der Hochaltar durch Brand vernichtet. Ein Teil der geretteten Einrichtung wurde durch die nunmehr polnische Verwaltung beschlagnahmt bzw. in andere Teile Polens ausgelagert. Unter anderem befindet sich ein Altar aus der Leopoldkapelle derzeit im Nationalmuseum Warschau und zwei der ursprünglich vier Darstellungen der Kirchenlehrer in einer Kirche in Stężyca (Stendsitz).
Der vorläufige Wiederaufbau unter der Leitung von Marcin Bukowski wurde im Jahre 1951 abgeschlossen. Man musste einen Teil der Innenausstattung wie den Altar durch Stücke aus anderen Kirchen ersetzen. Am 29. Juli dieses Jahres wurde der Dom von Stefan Kardinal Wyszyński wiedereingeweiht.

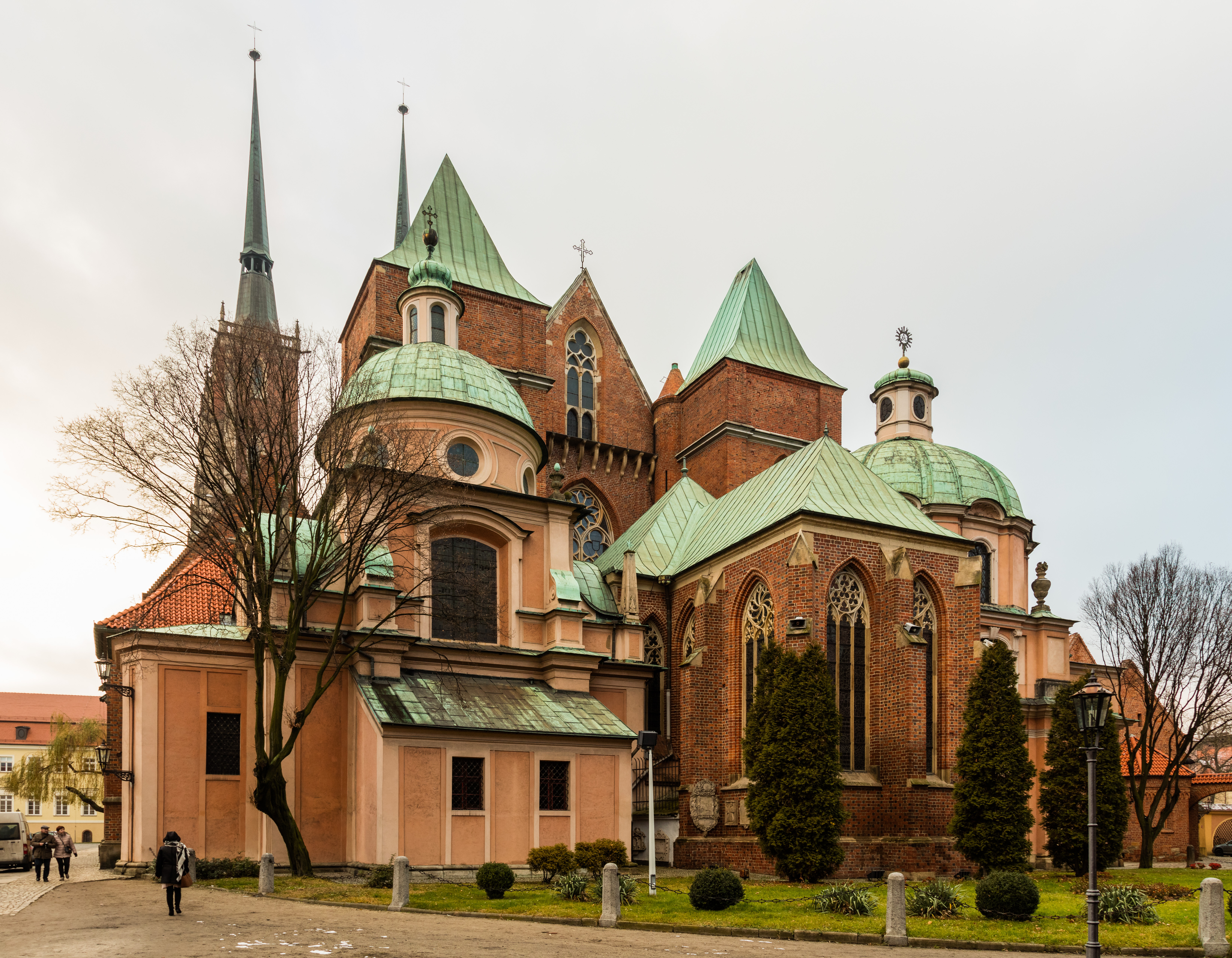
Blick auf die Rückseite des Dombauwerks

Ende der 1960er Jahre wurde die zweite Wiederaufbauphase unter der Leitung von Edmund Małachowicz aufgenommen. Zunächst wurden die neugotische Verkleideung der Westfassade abgenommen und anhand der vorgefundenen Relikte das große Westfenster rekonstruiert. Der Giebel ist eine moderne Kreation, welche die wahrscheinlichen gotischen Formen vereinfacht wiedergibt. Danach wurde ebenfalls der seit der Wiederherstellung nach dem Brand in 1540 vermauertes Dachraumfenster im Ostgiebel geöffnet sowie die provisorische keramische Dachdeckung gegen das dem historischen Vorbild entsprechende Kupferblech ausgetauscht. Der Wiederaufbau konnte nach der Aufstellung neuer pseudogotischer Turmhelme erst im Jahre 1992 im Wesentlichen abgeschlossen werden. Seitdem wurden weitere kleine Arbeiten im Inneren und Äußeren durchgeführt, so die im Jahre 1759 zerstörte Totenleuchte am Kaiserchor nachgebaut.

## Architektur und Ausstattung
Der Dom ist eine geostete, dreischiffige, grundsätzlich gotische Basilika ohne Querschiff, mit einem gerade abgeschlossenen Chor und einem Ambulatorium (Chorumgang) auf der Verlängerung der Seitenschiffe. Zwei im Grundriss quadratische Türme flankieren die Westfassade, zwei weitere befinden sich über den Eckjochen des Ambulatoriums. Die Kirche ist ca. 44,5 m breit und ca. 98 m lang, etwa genauso hoch sind die beiden Westtürme. Außer dem Haupteingang über das Portalhaus im Westen verfügt der Dom über einen Nord- und einen Südeingang, die in die Seitenschiffe des Langhauses führen.
Bis auf das Detail wurde der Dom aus Backstein errichtet. Erhebliche Teile der Innenausstattung wurden im Zweiten Weltkrieg zerstört, diese wurde durch Ausstattung aus anderen Kirchen, Rekonstruktionen und moderne Elemente ersetzt.

### Chor und Chorumgang

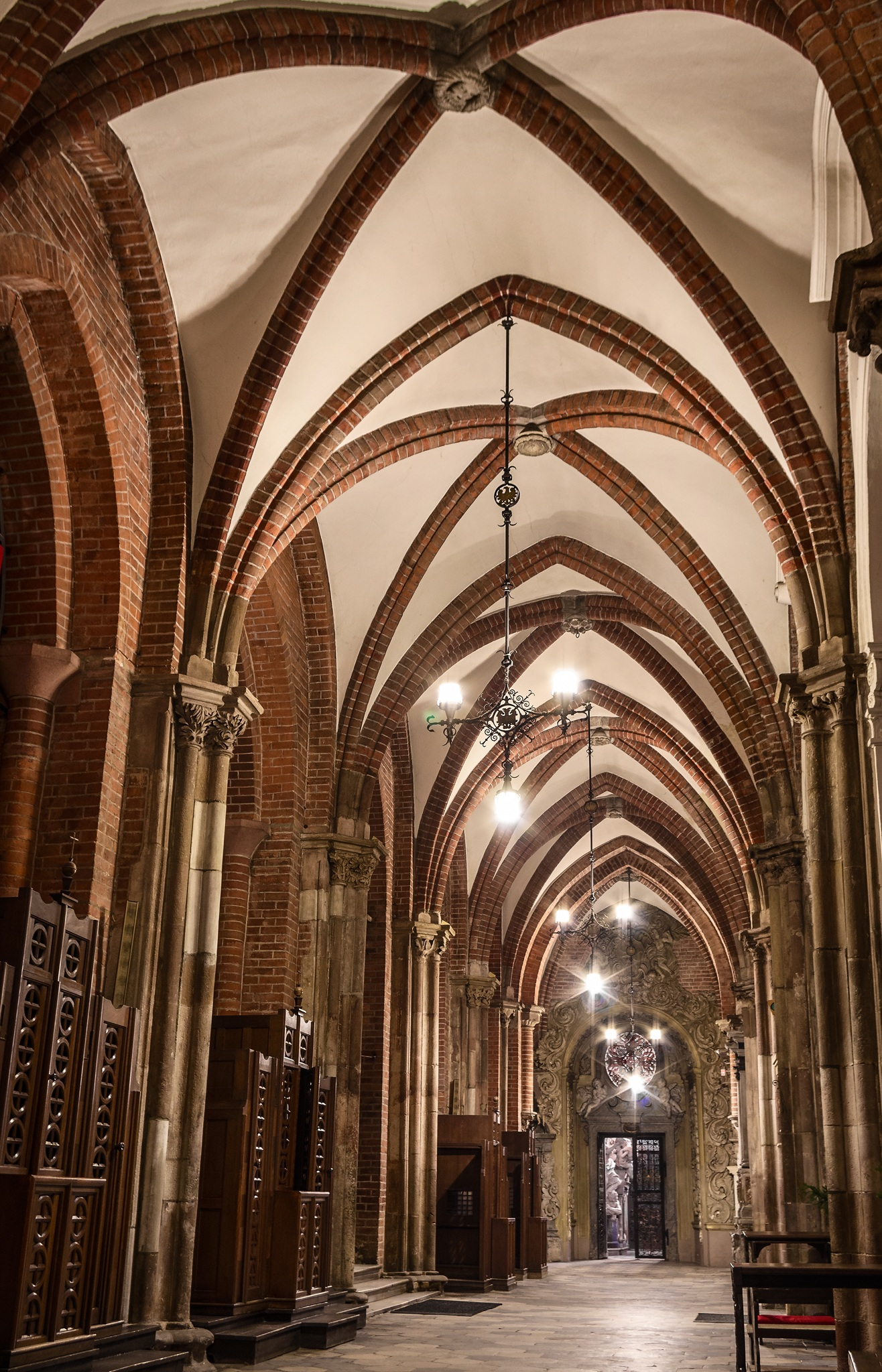
Südlicher Chorumgang

Der frühgotische Chor ist das älteste Teil der heute existierenden Domkirche. Der Chor zeigt das gebundene System mit drei sechsteiligen Rippengewölben, an die sich beidseitig jeweils sechs mit Kreuzgratgewölben überwölbte Joche des Ambulatoriums anschließen. Entlang des geraden Chorabschlusses im Osten hat das Ambulatorium zwei Joche; in den Eckbereichen des Grundrisses gibt es Eckjoche unterhalb der Osttürme. Sehr niedrig angesetzte Strebebögen überbrücken das Ambulatorium, teilweise durch seine Dächer verdeckt, und münden in die Wände des Chors etwa in der Höhe der Mitte der Obergadenfenster. Im Bereich des Chorabschlusses übernehmen die Turmgeschosse der Osttürme die horizontale Lastabtragung aus dem Chorgewölben.
Im Inneren sind die Anfang 1950er wiederaufgebauten Chorgewölbe auf Dienstbündeln aufgesetzt, die jedoch nicht bis zum Boden geführt werden, sondern auf Konsolen ruhen. Die letzteren weisen eine sehr vereinfachte Form und entstammen der puristischen Sanierung der 1930er Jahre unter der Leitung von Günther Grundmann. Das barocke Chorgestühl, das nebst dem Hauptaltar den Chorraum füllt, wurde 1662–1665 von Franz Mots und Franz Zeller geschnitzt. Es stammt aus der Vinzenzkirche und ersetzt das frühere, im Zweiten Weltkrieg verloren gegangene imposantere, in Teilen noch gotische Domherrengestühl. Die Bleiglasfenster im Chor, je sechs schmale Obergadenfenster seitlich und ein großes Ostfenster über zwei östlichen Jochen des Chorumgangs, sind Kreationen polnischer Künstler der Nachkriegszeit: Zygmunt Acedański, Irena Nowakowska-Acedańska, Stanisław Pękalski und Antoni Michalak. Der mit Marmorplatten ausgelegte Fußboden ist gegenüber dem Langhaus und dem Ambulatorium um drei Stufen erhöht.
Die im Original erhaltenen Kreuzrippengewölbe des Ambulatoriums sind mit skulptural verzierten Schlusssteinen ausgestattet. Schwere Beichtstühle aus der Nachkriegszeit unter den Bögen zwischen dem Chorumgang und Chorraum verdecken die Dorsalen (Rückenplatten) des Chorgestühls, die zuvor im St. Vinzenz in einem umgangslosen Chor standen und entsprechend keine rückwärtige Schauseite aufweisen. Zwischen die Strebepfeiler südlich und nördlich des Chorumgangs wurden noch im Mittelalter Seitenkapellen eingebaut.

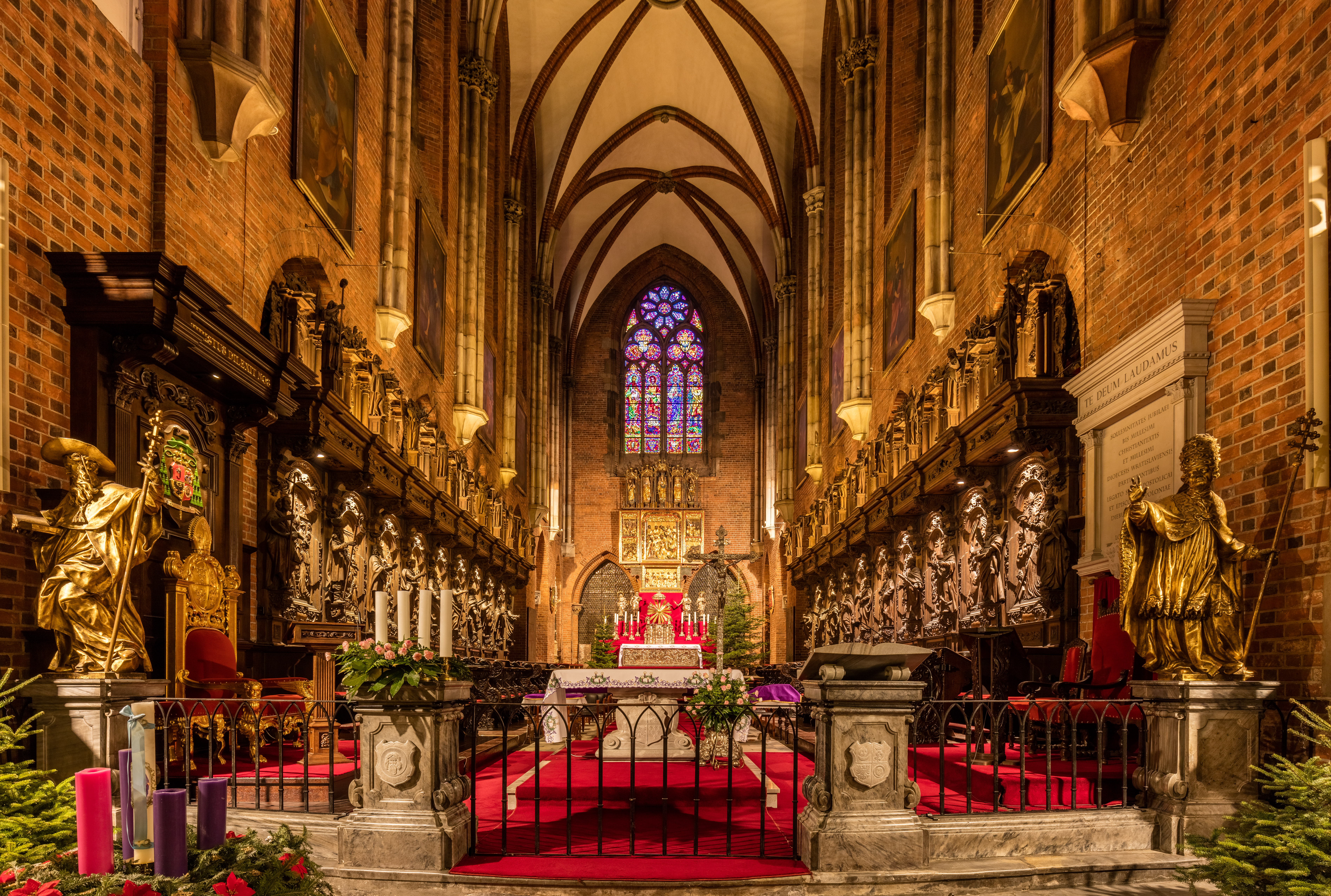
Blick in den Altarraum noch vor dem Wiederaufbau des Jerinschen Altars

#### Hochaltar des Bischofs Jerin
1591 stiftete der 1585–1596 amtierende Bischof Andreas von Jerin für 10.000 Taler einen neuen Hochaltar mit Silberskulpturen von der Hand des Breslauer Goldschmiedes Paul Nitsch (1548–1609) und Gemälden von Bartholomäus Fichtenberger (tätig 1561–1592). Vor der Belagerung Breslaus am Ende des Zweiten Weltkrieges wurden die Gemäldeflügel und die Silberfiguren ausgelagert, der Schrein blieb in der Kathedrale und fiel der Bombardierung 1945 zum Opfer. 2019 wurde der Schrein rekonstruiert und zunächst im Breslauer Nationalmuseum ausgestellt, im Dezember 2019 erfolgte die Wiederaufstellung im Chorraum des Doms.
Im Schrein befindet sich eine Kreuzigungsgruppe, während seitlich in den Nischen der Innenflügel die Figuren der Heiligen Johannes der Täufer, Vinzenz, Andreas und Hedwig von Schlesien auftreten. Bei der ersten Wandlung des Altars erscheinen auf den Rückseiten der Innenflügel und auf den Außenflügeln acht Szenen aus dem Leben des Dompatrons Johannes der Täufer. Bei Schließung der Außenflügel sieht man in gemalten Nischen die vier Kirchenväter Gregor der Große, Hieronymus, Ambrosius und Augustinus.

### Langhaus

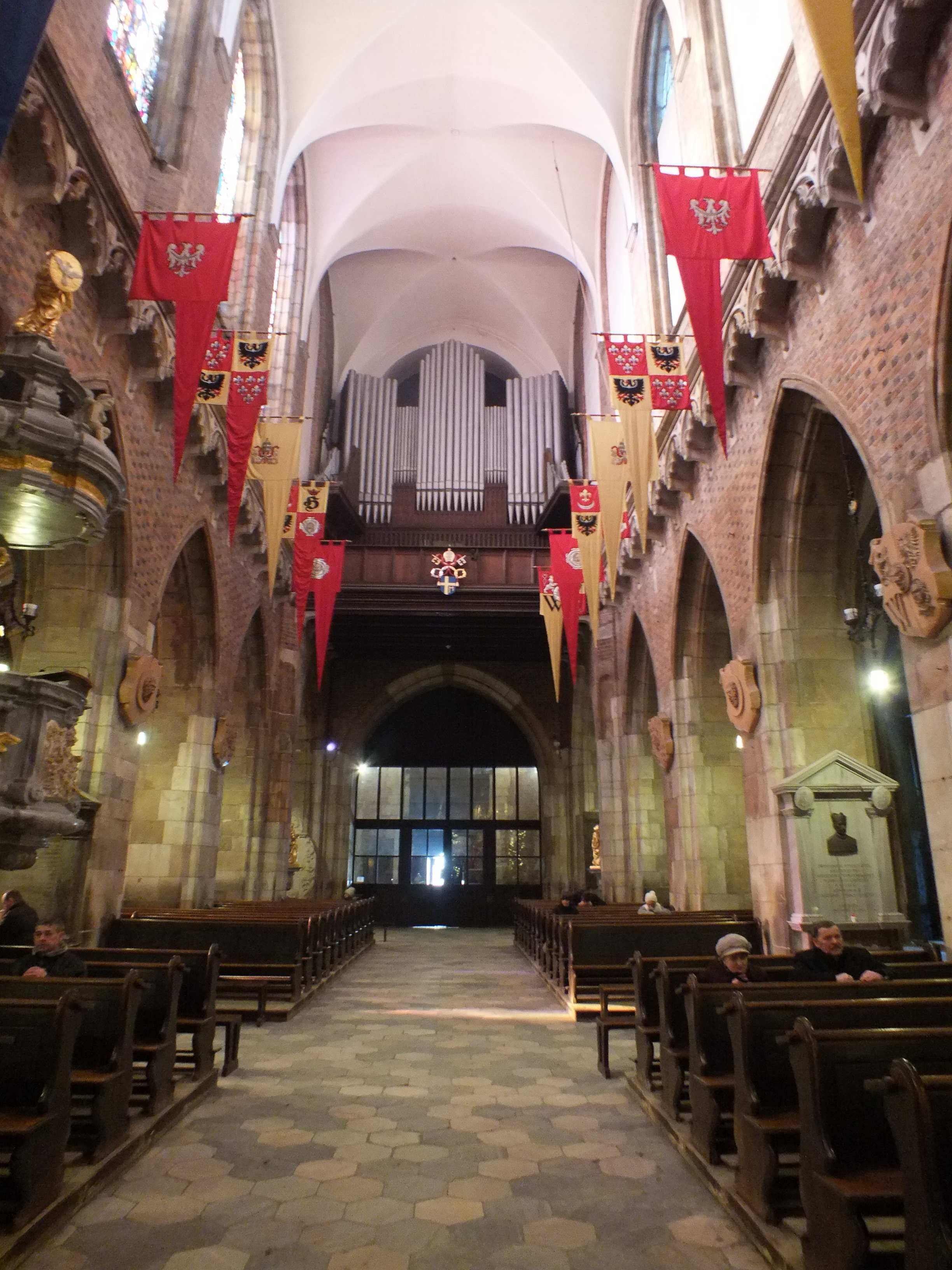
Mittelschiff des Langhauses, Blick in Richtung Westen

Das Langhaus hat sechs Joche, wobei die fünf westlichen etwa gleich breit sind und das östlichste eine diesen gegenüber etwa doppelte Breite aufweist. Das Mittelschiff ist mit einem Tonnengewölbe mit Lünetten überwölbt, welches nach dem Brand 1540 anstatt der ursprünglichen Kreuzgratgewölben eingezogen wurde und nach der Zerstörung am des Zweiten Weltkriegs in den 1950er Jahren rekonstruiert wurde. Die Seitenwände sind durch auf Konsolen ruhende, mit Dreipassmotiv und Wappenschildern verzierte schmale, nicht betretbare Galerien horizontal gegliedert. In den Seitenschiffen gibt es gotische Kreuzrippengewölbe, außer im doppelbreiten östlichen Joch, wo es Springgewölbe gibt. Der erste Pfeilerpaar im Westen weist eine abweichende Grundrissform auf und ragt in das Mittelschiff jeweils ca. 50 cm hinein. Das Strebewerk ist deutlich höher als im Chorraum gesetzt, so dass dieses vollständig oberhalb der Dächer der Seitenschiffe zur Geltung kommt. Westlich schließen sich dem Langhaus zwei Westtürme an, der Raum dazwischen ist mit der nach dem Zweiten Weltkrieg wiederhergestellten Orgelempore überbaut.

### Kapellen
Entlang des Seitenschiffe und um den Chorumgang befinden sich zahlreiche Kapellen. Es handelt sich überwiegend um Zwischenpfeilerkapellen, darüber hinaus um die im Grundriss polygonale, gotische Johannes-Evangelist-Kapelle nördlich des Chorumgangs sowie fünf im Zweiten Weltkrieg weitgehend unbeschädigte größere Kapellen, die nachfolgend beschrieben sind.

#### Chorkapellen
Hinter dem Chor befinden sich drei Kapellen:
- Die Elisabethkapelle im Süden aus den Jahren 1682–1700 wurde als Stiftung des Kardinals und Breslauer Bischofs Friedrich von Hessen-Darmstadt als sein Mausoleum errichtet. Gilt als schönster barocker Anbau und bildet das architektonische Pedant zur Kurfürstenkapelle. Der Entwurf stammt vermutlich von Giacome Scianzi († 1702), dem auch die Deckenmalereien in der Kuppel zugeschrieben werden. Die Skulptur der Hl. Elisabeth schuf Ercole Ferrata, ein Schüler Gian Lorenzo Berninis. Das Grabmal mit der dem Altar zugewandten knienden Stifterfigur schuf Domenico Guidi (1625–1701), ebenfalls ein Bernini-Schüler. Den Marmoraltar gestaltete Steinmetzmeister Giovanni Battista Passerini im Jahre 1682.
- Die gotische Marienkapelle direkt hinter dem Chor wurde vom Baumeister Peschel als Stiftung des Bischofs Preczlaw von Pogarell 1354–1365 errichtet. Neben dem Grabmal für den Stifter enthält sie auch ein Tumbengrab für Bischof Johann IV. Roth, das von Peter Fischer d. Ä. geschaffen wurde, und andere Epitaphien.
- Die barocke Kurfürstenkapelle im Norden gehört mit ihrem ovalen Grundriss zu den bedeutendsten Barockbauten in Polen. Sie wurde 1716–1724 nach Plänen von Johann Bernhard Fischer von Erlach als Mausoleum für Bischof Franz Ludwig von Pfalz-Neuburg errichtet. Die Wandmalereien des Antwerpener Malers Franz de Backers stellen die typologisch aufeinander bezogenen Szenen Opfer des Melchisedech und Letztes Abendmahl einander gegenüber. Das opulente Kuppelfresko mit dem Sturz der Engel von Carlo Carlone muss vor dem Hintergrund der gegenreformatorischen Polemik jener Zeit als Kampf zwischen Gut und Böse, zwischen Katholizismus und Protestantismus gelesen werden. Die Skulpturen schuf der Prager Bildhauer Ferdinand Maximilian Brokoff.

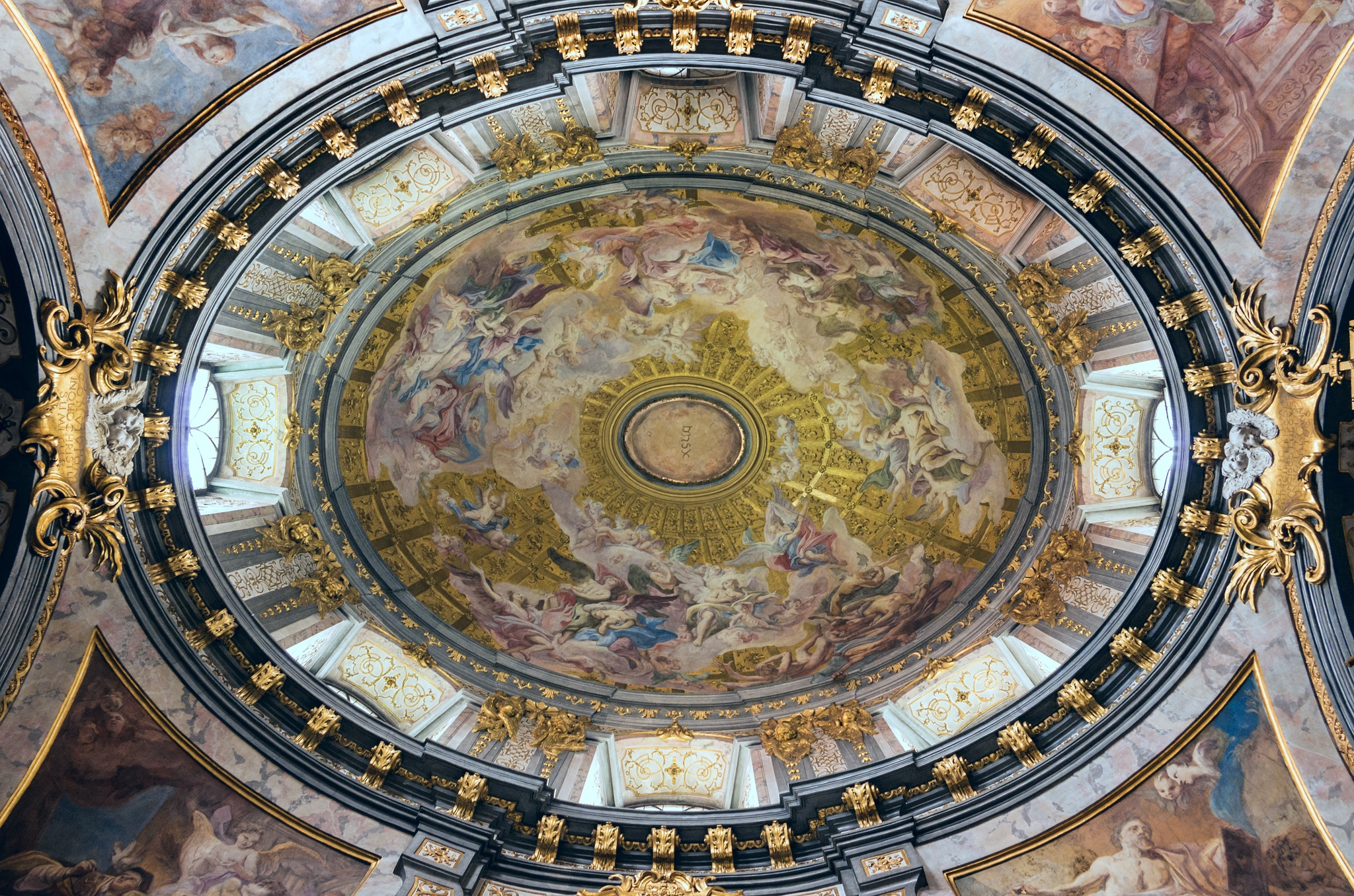
Deckengemälde in der Kurfürstenkapelle des Doms

#### Seitenkapellen des Langhauses
- Die Erlöserkapelle am vierten Joch des südlichen Seitenschiffs dient als Sakramentskapelle. Sie wurde 1671–1672 aus der Stiftung des Kanonikers Johann Jacob Brunetti nach einem Entwurf von Carlo Rossi als barocker Backsteinbau errichtet. Die Stuckdekoration schuf Domenico Antonio Rossi. Epitaphien für den Stifter und seinen Bruder Bischof Johann Brunneti.
- Die Auferstehungskapelle am zweiten Joch des nördlichen Seitenschiffs, die auch als Totenkapelle bezeichnet wird, wurde 1749 als Stiftung des Domdechanten Johann Christoph von Rummerskirch vermutlich vom Baumeister Bartholomäus Wittwer errichtet. Den Bildschmuck schuf Felix Anton Scheffler. Die Wandmalereien und Stuckarbeiten von 1851 stammen von Raphael Joseph Albert Schall und seinem Schwager Theodor Hamacher.

### Grabstätten
Das Begräbnisrecht in der Domkirche wurde grundsätzlich den (Erz-)Bischöfen und Kanonikern vorbehalten, hingegen wurde es dem restlichen Domklerus (Altaristen und geweihten Küstern) verwehrt. Entsprechend sind nur sehr wenige Gräber weltlicher Personen im Dom vorhanden.
Unterhalb des Fußbodens der Domkirche gibt oder gab es mehrere Grabkammern.
- Die größte Grabkammer – die Domherrengruft – befindet sich unter dem nördlichen Seitenschiff. Sie wurde 1682 angelegt oder erweitert und bestand ursprünglich aus zwei Räumen, die im 18. Jh. vereinigt wurden. Danach war sie 32 m lang und bis zu 4,23 m breit. Ihre Sohle liegt 2,5 m unter dem Fußbodenniveau des Seitenschiffs. Die Gruft hat einen mit einer Marmorplatte verschlossenen Eingangsschacht, der sich in der Nähe des nördlichen Domeingangs befindet. Gegenwärtig vorhandene Bestattungen entstammen dem 19. und dem frühen 20. Jh., nachdem die älteren Särge 1830–1832 beseitigt wurden. Am Anfang des 20. Jh. wurde die Gruft an der Ostseite um ca. 3 m verkürzt, um Kanäle für die Unterflur-Luftheizung des Ambulatoriums bauen zu können.[17]
- Die Totenkapelle ist vollständig mit einer Gruft unterkellert, die über die Domherrengruft zugänglich ist.[17]

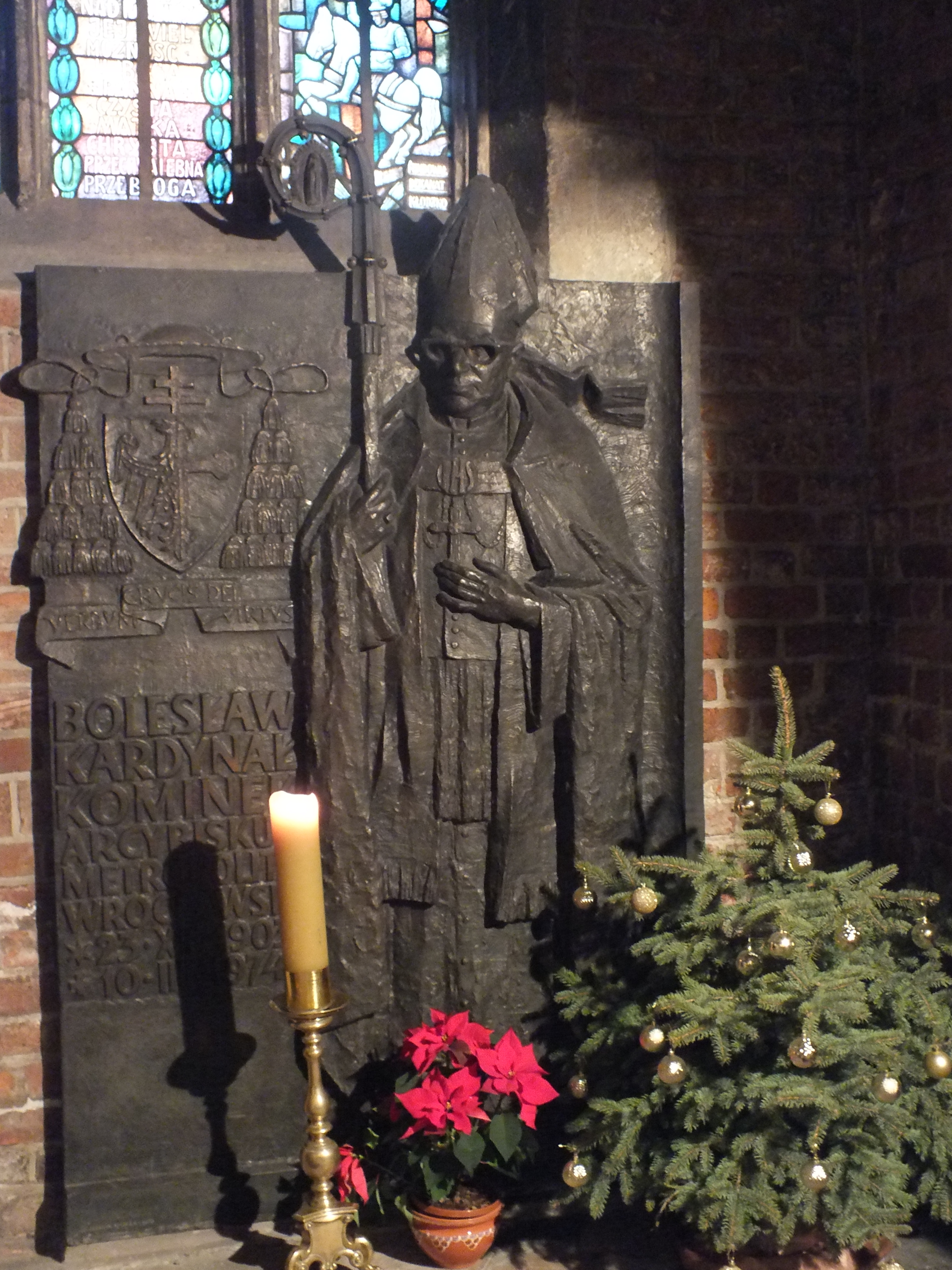
Grabdenkmal des Kardinals Kominek

- Unter dem östlichen Teil des südlichen Seitenschiffs befindet sich eine weitere große Grabkammer, die ursprünglich ebenfalls als Grablege der Domherren gedient hat und gegenwärtig als Bischofsgruft genutzt wird. Die Sohle liegt ca. 3,30 m unter dem Fußboden des Kirchenschiffs. An beiden schmalen Enden des Raums befinden sich mehrere Grabnischen.[17] In den ostseitigen Nischen wurden 1951 die unter dem Chorraum ausgegrabenen Überreste der Bischöfe begraben. Dazu gehören mehrere Breslauer Fürstbischöfe des Hochmittelalters: Thomas I., Thomas II., Johann III. Romka, Heinrich von Würben, Konrad von Oels und Jodok von Rosenberg, des Weiteren die Lebuser Bischöfe Stephan II. und Apeczco von Frankenstein und der 1886 verstorbene Robert Herzog.[18] In dieser Krypta befindet sich ferner das Grab des Kardinals Adolf Bertram. Er war der letzte deutsche Erzbischof von Schlesien. Obwohl er bereits im Jahre 1945 gestorben war, konnte er erst am 9. November 1991[19] in seiner Bischofskirche begraben werden. Bereits 1974 wurde auch der erste (polnische) Nachkriegsbischof, Kardinal Bolesław Kominek, dort begraben, danach in 1976 infulierter Prälat und früherer Apostolischer Administrator Karol Milik sowie 1983 Weihbischof und früherer Kapitularvikar Wincenty Urban.[19] In der Nähe des Eingangsschaftes dieser Gruft wurden im südlichen Seitenschiff Grabdenkmäler beider Kardinäle aufgestellt.
- Mehrere, überwiegend individuelle Gruften befanden sich unter dem Chorraum. Die an weitesten im Westen gelegenen wurden zwischen November 1950 und April 1951 im Rahmen der Trümmerräumung,[16] die zu einer großen Erkundungsgrabung erweitert wurde, aufgefunden und überwiegend abgebaut. Die Ausschachtung wurde danach mit einer Stahlbetondecke verschossen. Der so entstandene Raum, in dem die Überbleibsel der Vorgängerkirchen und deren Krypten sichtbar gemacht wurden, wurde 1996 über eine Treppe aus dem nördlichen Chorumgang zugänglich gemacht und kann besichtigt werden.[17] Folgende Gräber, gegliedert in fünf Reihen, wurden vorgefunden, geöffnet und die entdeckten sterblichen Überreste der Bischöfe in andere Gruften verlegt:
  - Erste Reihe, vom Westen aus gesehen: einziger Grab etwa auf der Kirchenachse Heinrich VII., Bischof von Leslau und Herzog von Liegnitz († 1398) – vorgefunden wurden nur Teile der Grabkammer, die Überreste des Bischofs wurden vermutlich am Anfang der Aufräumarbeiten entsorgt.[16]
  - Zweite Reihe: Konrad von Oels († 1447), in einer Grabkammer mit einem Tonnengewölbe[16][20]. Nördlich davon wurden bei Grabungen 1996 zwei weitere, tiefer liegende Grabkammern mit drei Kinderbegräbnissen vorgefunden, die vermutlich den nicht nähern identifizierten Mitgliedern der schlesischen Piastendynastie zuzuordnen sind.[20][21]
  - Dritte Reihe (vom Norden nach Süden): Apeczco von Frankenstein, Bischof von Lebus († 1352) in einer Grabkammer mit einem Tonnengewölbe; Grab eines Unbekannten.[20][16]
  - Vierte Reihe (vom Norden nach Süden): Stephan II., Bischof von Lebus († 1345); Robert Herzog († 1886); in der letztgenannten Grabkammer, ebenfalls Überreste von Jodok von Rosenberg († ), die bei der sekundären Grabnutzung für den Bischof Herzog geräumt und in eine Alba gewickelt, neben der Kopfseite des Sarges Herzogs gelegt wurden; leere Grabkammer, in der bis 1719 der Bischof Nanker begraben wurde.[20][16]
  - Fünfte Reihe (vom Norden nach Süden): Heinrich von Würben († 1319); in einer Grabkammer mit Tonnengewölbe Thomas I. († 1268) und Thomas II. († 1292); Johann III. Romka († 1301); unter der Grabkammer der beiden Thomas’ wurde eine weitere, mit Überresten der Bischöfe Walter von Malonne († 1169), Siroslaus II. († 1198) und Jaroslaus von Oppeln († 1201) vorgefunden. Diese fünfte Grabreihe wurde 1951 nicht abgebrochen, sondern nur geräumt und verschlossen.
- Weiter östlich unter dem Chorraum, unmittelbar am Hochaltar liegende Grabkammern wurden 1949–1951 nicht geöffnet. Gemäß den vorhandenen Grabplatten und Aufzeichnungen handelt es sich um folgende Gräber: Peter II. Nowak († 1456), Rudolf von Rüdesheim († 1482), Andreas von Jerin († 1596), Sebastian von Rostock († 1671), Philipp Ludwig von Sinzendorf († 1747 – Grab beschädigt durch den Bau des Grabes für den Kardinal von Diepenbrock), Melchior von Diepenbrock († 1853), Kardinal Heinrich Förster († 1881)[22] und Kardinal Georg von Kopp († 1914).
- In einer weiteren Gruft südlich des Chorraums, unter dem Eingang der Sakristei ist u. a. der Bischof Nanker begraben.[22]

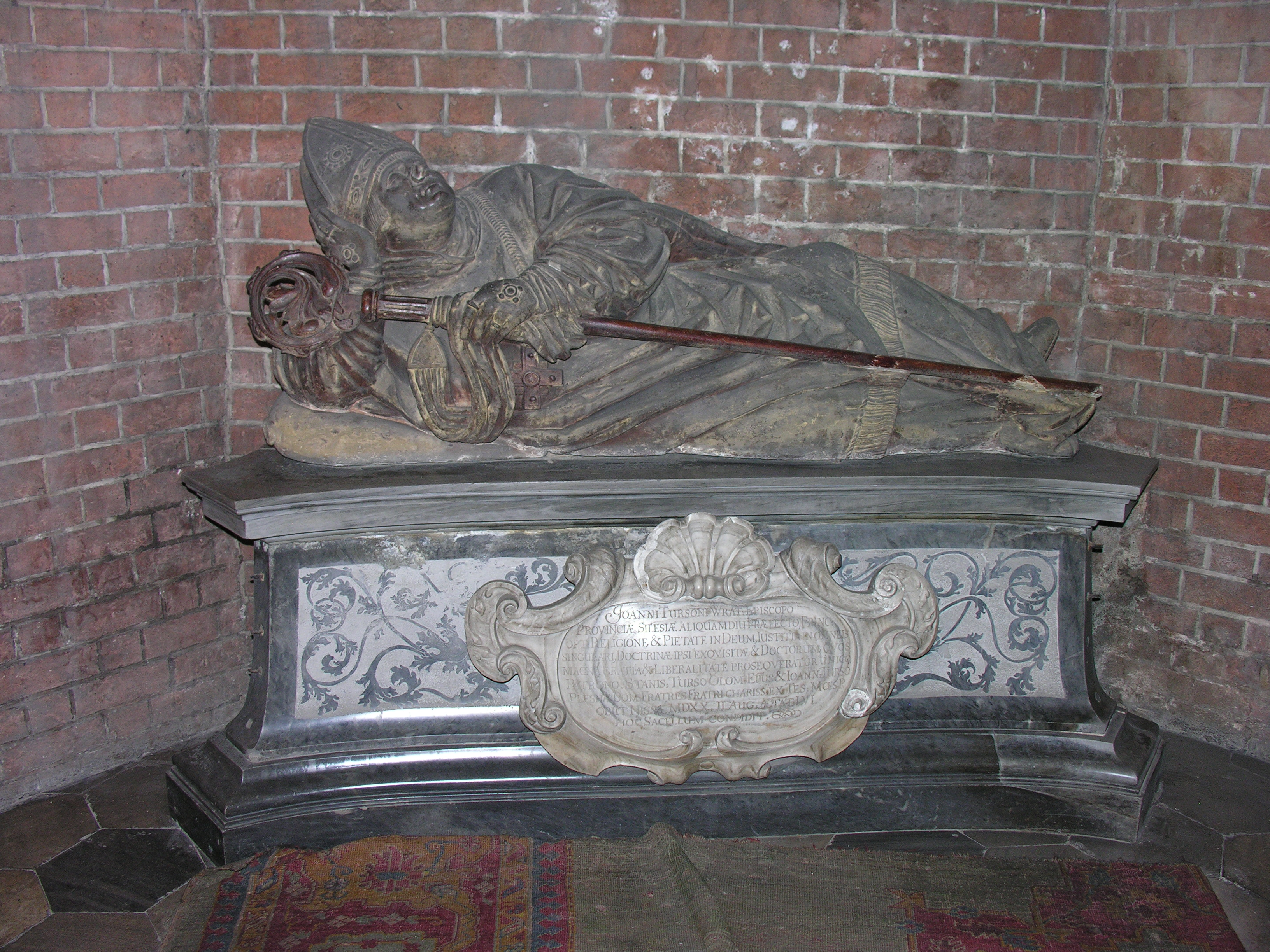
Grabmal von Johann Thurzo

- Weitere Bischöfe sind in den Kapellen des Doms begraben: * Preczlaw von Pogarell († 1376) und Johann IV. Roth († 1506) im Kleinchor (Marienkapelle), Johann V. Thurzo († 1520) in der Johanneskapelle, Friedrich von Hessen († 1682) in der Elisbethenkapelle und Franz Ludwig von Pfalz-Neuburg († 1732) in der Kurfürstenkapelle.[22]

### Orgelanlage

#### Entwicklung

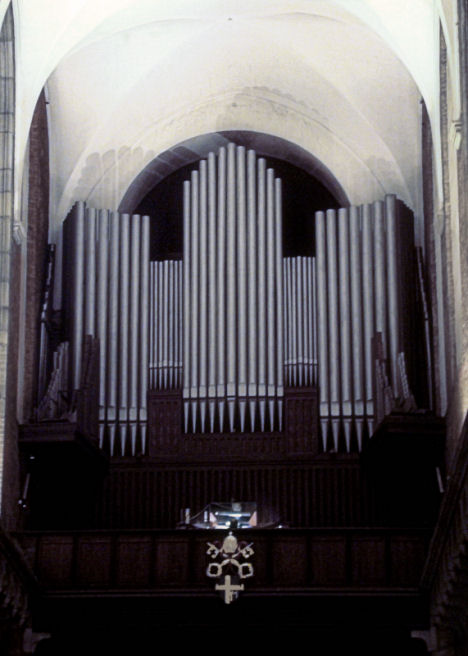
Blick auf die Orgel

Im Dom befindet sich der größte Teil der ehemals größten Orgel der Welt, welche ursprünglich in der Breslauer Jahrhunderthalle aufgestellt war.
Das Instrument war 1913 von der Orgelbaufirma Wilhelm Sauer (Frankfurt/Oder) erbaut worden, die sich damals im Besitz des Orgelbauers Paul Walcker befand. Die Orgel hatte 200 Register (15.133 Pfeifen) auf fünf Manualen und Pedal. 187 Register waren auf Hauptorgel (Manuale I–III und Pedal) und Gegenorgel (V. Manual) verteilt; die „Gegenorgel“ war eine Fernorgel und hatte 31 Register. Hinzu kam ein Hochdruckwerk mit 13 Registern, das vom IV. Manual aus anspielbar war. Das Taschenladen-Instrument hatte elektro-pneumatische Trakturen. Der Spieltisch war mit 911 Kombinationszügen, 156 Druckknöpfen zwischen den Manualen, 25 Pedaltritten, vier Schwelltritten und einer Registerwalze ausgestattet. Die Orgel erstreckte sich auf eine Fläche von 260 m², war 22 m breit, 15 m hoch und 15 m tief und wog insgesamt 51 Tonnen. Eingeweiht wurde es im September 1913. 1937 wurde die Orgel umgebaut und um 20 Register erweitert. 1946 wurde das Instrument abgebaut.
Nach 1946 erhielt die Orgel nicht mehr ihre ursprüngliche Form: Das Pfeifenmaterial wurde aufgeteilt und in drei („neuen“) Instrumenten untergebracht. Der größte Teil, ca. 85 Register, fand in der neuen Orgelanlage im Breslauer Dom Wiederverwendung. Die Anlage besteht aus der Hauptorgel auf der Westempore und der Chororgel. Die gesamte Orgelanlage hat 152 Register (13.207 Pfeifen) und ist damit die größte Orgel Polens.

#### Hauptorgel
Auf der Westempore befindet sich die Hauptorgel. Das Instrument hat 127 Register und ein Effektregister (Glockenspiel) auf fünf Manualen und Pedal. Die Spiel- und Registertrakturen sind elektropneumatisch.
| I Hauptwerk C–c4 |                    |        |
| 01.              | Prinzipal          | 16′    |
| 02.              | Gedackt            | 16′    |
| 03.              | Prinzipal          | 8′     |
| 04.              | Gemshorn           | 8′     |
| 05.              | Spitzflöte         | 8′     |
| 06.              | Wienerflöte        | 8′     |
| 07.              | Gedackt            | 8′     |
| 08.              | Flauto Dolce       | 8′     |
| 09.              | Quintaton          | 8′     |
| 10.              | Salicet            | 8′     |
| 11.              | Ged. Quinte        | 5 1⁄3′ |
| 12.              | Octave             | 4′     |
| 13.              | Gemshorn           | 4′     |
| 14.              | Octavflöte         | 4′     |
| 15.              | Rohrflöte          | 4′     |
| 16.              | Quinte             | 2 ⁄3′  |
| 17.              | Octave             | 2′     |
| 18.              | Spitzflöte         | 2′     |
| 19.              | Scharffquinte      | 1 ⁄3′  |
| 20.              | Sedecima           | 1′     |
| 21.              | Rauschpfeife II    |        |
| 22.              | Quintmixtur III–IV |        |
| 23.              | Mixtur III–IV      |        |
| 24.              | Mixtur IV-V        |        |
| 25.              | Scharff III        |        |
| 26.              | Trompete           | 16′    |
| 27.              | Trompete           | 8′     |
| 28.              | Clarino            | 4′     |

| II Schwellwerk C–c4 |                 |       |
| 29.                 | Quintaton       | 16′   |
| 30.                 | Prinzipal       | 8′    |
| 31.                 | Dulciana        | 8′    |
| 32.                 | Grossflöte      | 8′    |
| 33.                 | Traversflöte    | 8′    |
| 34.                 | Fernflöte       | 8′    |
| 35.                 | Bordun          | 8′    |
| 36.                 | Quintaton       | 8′    |
| 37.                 | Octave          | 4′    |
| 38.                 | Octavflöte      | 4′    |
| 39.                 | Zartflöte       | 4′    |
| 40.                 | Quintaton       | 4′    |
| 41.                 | Dolce           | 4′    |
| 42.                 | Quinte          | 2 ⁄3′ |
| 43.                 | Superoctave     | 2′    |
| 44.                 | Waldflöte       | 2′    |
| 45.                 | Schweizerpfeife | 1′    |
| 46.                 | Sesquialtera II |       |
| 47.                 | Mixtur III      |       |
| 48.                 | Zimbel III      |       |
| 49.                 | Englischhorn    | 8′    |
| 50.                 | Oboe            | 4′    |
|                     | Glockenspiele   | 8′    |
|                     | Tremulant       |       |

| III Schwellwerk C–c4 |                 |        |
| 51.                  | Nachthorn       | 16′    |
| 52.                  | Principal       | 8′     |
| 53.                  | Gedackt         | 8′     |
| 54.                  | Gamba           | 8′     |
| 55.                  | Vox Celestis    | 8′     |
| 56.                  | Ital. Principal | 4′     |
| 57.                  | Rohrflöte       | 4′     |
| 58.                  | Nasad           | 2 ⁄3′  |
| 59.                  | Blockflöte      | 2′     |
| 60.                  | Terz            | 1 3⁄5′ |
| 61.                  | Quintflöte      | 1 ⁄3′  |
| 62.                  | Sifflöte        | 1′     |
| 63.                  | Mixtur IV       |        |
| 64.                  | Scharff IV      |        |
| 65.                  | Rauschzimbel II |        |
| 66.                  | Vox Humana      | 8′     |

| IV Solowerk C–c4 |                 |       |
| 67.              | Principal       | 8′    |
| 68.              | Grossflöte      | 8′    |
| 69.              | Gr. Octave      | 4′    |
| 70.              | Ged. Pommer     | 4′    |
| 71.              | Octavflöte      | 4′    |
| 72.              | Octave          | 2′    |
| 73.              | Flachflöte      | 2′    |
| 74.              | Nachthorn       | 1 ⁄3′ |
| 75.              | Gr. Mixtur IV–V |       |
| 76.              | Trompete        | 16′   |
| 77.              | Basson          | 8′    |
| 78.              | Oboe            | 8′    |
| 79.              | Trompet         | 4′    |
|                  | Tremulant       |       |

| V Schwellwerk C–c4 |               |        |
| 80.                | Bordun        | 16′    |
| 81.                | Prinzipal     | 8′     |
| 82.                | Gedackt       | 8′     |
| 83.                | Holz-Gedackt  | 8′     |
| 84.                | Quintade      | 8′     |
| 85.                | Quintaton     | 8′     |
| 86.                | Schwebung     | 8′     |
| 87.                | Viola d’Amore | 8′     |
| 88.                | Principal     | 4′     |
| 89.                | Flöte         | 4′     |
| 90.                | Blockflöte    | 4′     |
| 91.                | Rohrflöte     | 4′     |
| 92.                | Rohrquinte    | 2 ⁄3′  |
| 93.                | Octave        | 2′     |
| 94.                | Superoctave   | 2′     |
| 95.                | Terzflöte     | 1 3⁄5′ |
| 96.                | Superquinte   | 1 ⁄3′  |
| 97.                | Septime       | 1 ⁄7′  |
| 98.                | Schwiegel     | 1′     |
| 99.                | Acuta IV      |        |
| 100.               | Trompete      | 8′     |

| Pedal C–g1 |                 |         |
| 101.       | Prinzipal       | 32′     |
| 102.       | Kontra-Violon   | 32′     |
| 103.       | Prinzipal       | 16′     |
| 104.       | Kontrabass      | 16′     |
| 105.       | Violon          | 16′     |
| 106.       | Gemshorn        | 16′     |
| 107.       | Subbass         | 16′     |
| 108.       | Quintbass       | 10 2⁄3′ |
| 109.       | Octavbass       | 8′      |
| 110.       | Gedecktbass     | 8′      |
| 111.       | Gemshorn        | 8′      |
| 112.       | Flötenbass      | 8′      |
| 113.       | Cello           | 8′      |
| 114.       | Quinte          | 5 1⁄3′  |
| 115.       | Octave          | 4′      |
| 116.       | Gemshorn        | 4′      |
| 117.       | Starkflöte      | 4′      |
| 118.       | Octave          | 2′      |
| 119.       | Flachflöte      | 2′      |
| 120.       | Sesquialtera II |         |
| 121.       | Kornett IV–V    |         |
| 122.       | Kornett V       |         |
| 123.       | Mixtur IV       |         |
| 124.       | Bombard         | 16′     |
| 125.       | Posaune         | 16′     |
| 126.       | Trompete        | 8′      |
| 127.       | Clairon         | 4′      |

- Koppeln:

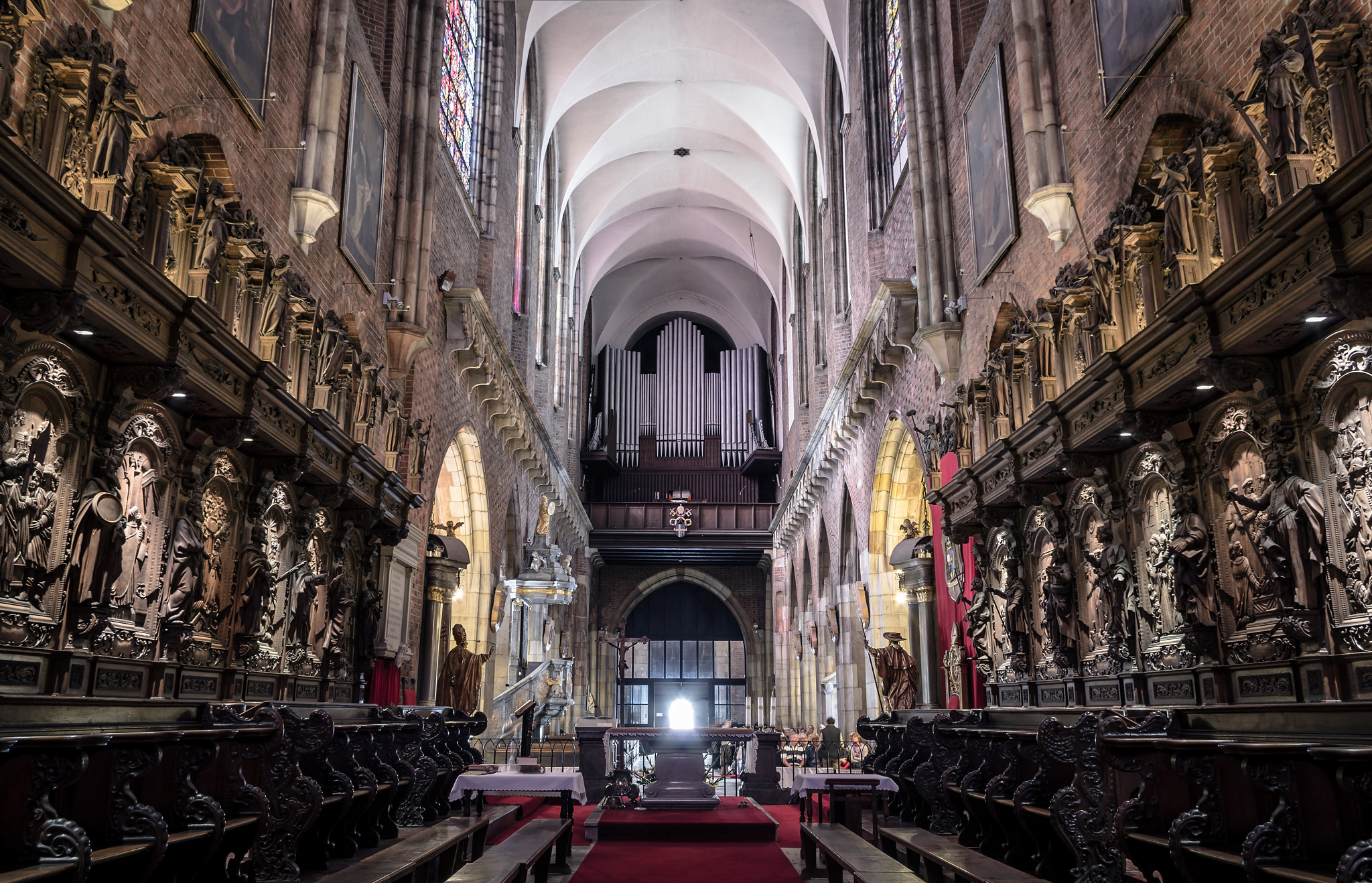
Blick auf die Hauptorgel aus dem Chorraum

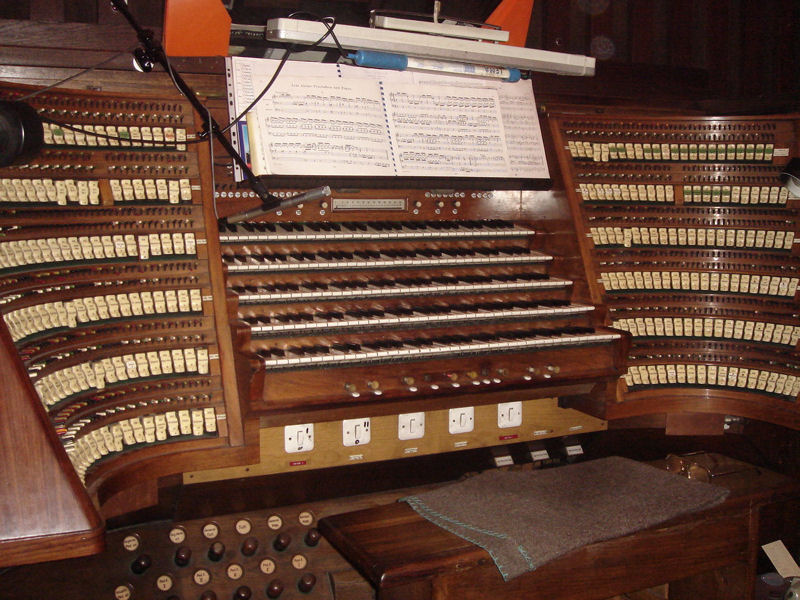
Spieltisch

  - Normalkoppeln: II/I, III/I, IV/I, V/I, III/II, IV/II, V/II, IV/III, V/III, V/IV I/P, II/P, III/P, IV/P, V/P
  - Superoktavkoppeln: I/I, II/I, III/I, II/II, III/II, IV/IV, V/V, P/P, IV/P
  - Suboktavkoppel: V/V
- Spielhilfen: Feste Kombinationen (pp, p, mf, f, ff, tutti), vier freie Kombinationen, Crescendowalze

#### Chororgel
Die Chororgel hat 25 Register auf zwei Manualen und Pedal. Das Instrument ist an die Hauptorgel angebunden und hat insofern die Funktion eines Fernwerks. Die beiden Manualwerke der Chororgel lassen sich von der Hauptorgel aus jedoch nur von einem Manual (dem V. Manual) anspielen.
| I. Manual C–c4 |            |        |
| 01.            | Nachthorn  | 16′    |
| 02.            | Prinzipal  | 8′     |
| 03.            | Gedackt    | 8′     |
| 04.            | Salicet    | 8′     |
| 05.            | Octave     | 4′     |
| 06.            | Flöte      | 4′     |
| 07.            | Quinte     | 2 ⁄3′  |
| 08.            | Octave     | 2′     |
| 09.            | Spitzflöte | 2′     |
| 10.            | Terz       | 1 3⁄5′ |
| 11.            | Sifflöte   | 1′     |
| 12.            | Scharff V  |        |

| II. Manual C–c4 |                |       |
| 13.             | Fagottflöte    | 16′   |
| 14.             | Prinzipalflöte | 8′    |
| 15.             | Flöte          | 8′    |
| 16.             | Rohrflöte      | 8′    |
| 17.             | Blockflöte     | 4′    |
| 18.             | Rohrquinte     | 2 ⁄3′ |
| 19.             | Flöte          | 2′    |
| 20.             | Superquinte    | 1 ⁄3′ |

| Pedal C–g1 |           |     |
| 21.        | Principal | 16′ |
| 22.        | Subbass   | 16′ |
| 23.        | Octavbass | 8′  |
| 24.        | Octave    | 4′  |
| 25.        | Flautino  | 2′  |

- Koppeln: II/I, I/P, II/P

### Organisten
(unvollständige Liste)
- Franz Winckler – von 1682 bis 1706
- Johann Krause
- Joseph Friedrich
- Joseph Gottwald (geb. 1754, gest. 1833)
- Franz Wolf – (von 1830 zweiter Organist) von 1833 bis 1842
- Moritz Brosig – von 1842 bis 1870
- Adolf Greulich – von 1870 bis 1884
- Emanuel Adler (geb. 1845, gest. 1926)
- Günther Nierte – von 1935 bis 1945
- Władysław Oćwieja – von 1951 bis 1955
- Romuald Sroczyński – von 1955 bis 1965
- Ryniewicz – von 1965 bis 1966
- Klemens Kamiński – von 1966 bis 2012
- Maciej Maszkiewski – von 2012